# ドナー隊

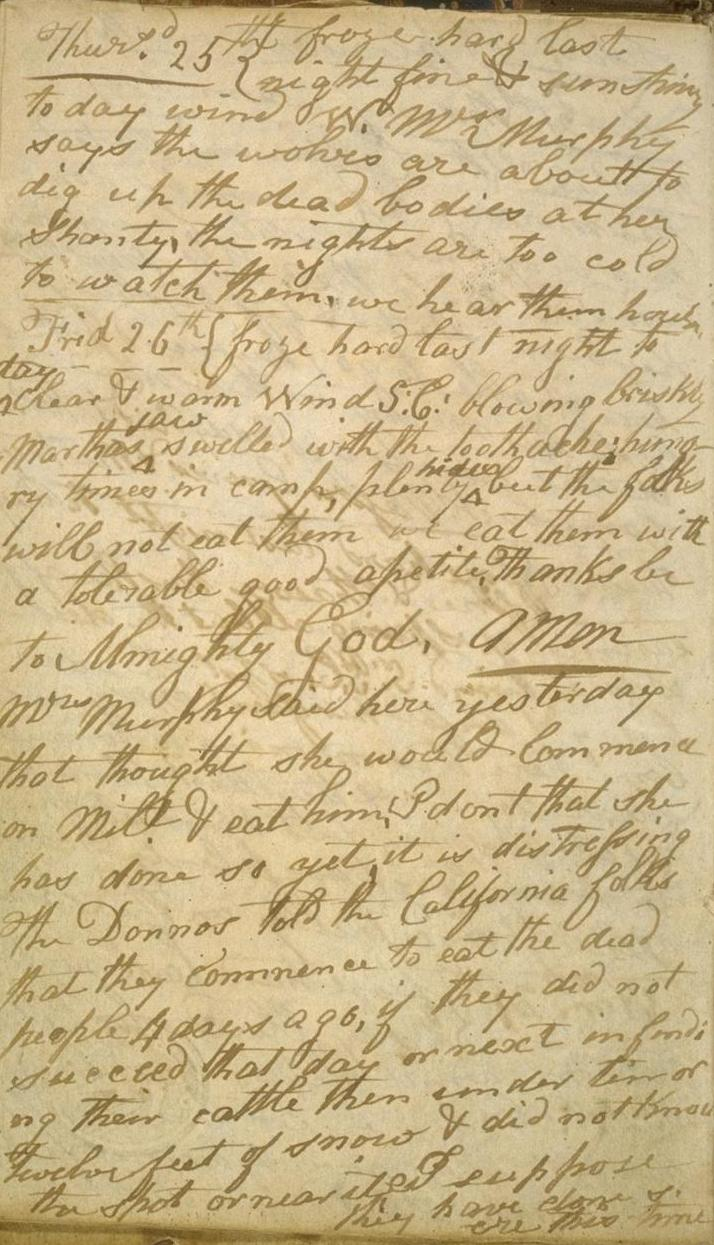
パトリック・ブリーンの日記の28ページ。1847年2月末の状況が記されている。「26日（金曜）（中略）昨日ここでマーフィー夫人がミルト を食べ始めようと思うと言った。まだそうしてないと思う。悲惨だ」

ドナー隊（ドナーたい、Donner Party）、あるいはドナー＝リード隊（Donner-Reed Party）とは、1846年5月にアメリカの東部からカリフォルニアを目指して出発した開拓民のグループである。
さまざまな事件や誤りのために旅程は大幅に遅れ、1846年 - 1847年の冬をシエラネバダ山脈で雪に閉ざされて過ごすことになり、事実上の遭難状態に陥った。開拓民の一部は生存のため人肉食に及んだ。この一件を指して特に「ドナー隊（遭難）事件」「ドナー隊の悲劇」と呼称されることもある。

## 概要
19世紀半ば当時、アメリカ東部から西部への幌馬車による旅は通常4 - 6か月を要した。しかしドナー隊はユタ州のワサッチ山脈とグレートソルトレイク砂漠を横断するヘイスティングスの近道と呼ばれる新ルートを選択した結果、大幅な遅れを出すことになった。荒れた地形と、今日のネバダ州内にあたるフンボルト川沿いの旅程で遭遇したさまざまな困難のために、多数の家畜と幌馬車が失われ、グループ内にも分裂が生じた。
1846年11月初頭、一行はシエラネバダ山脈に差しかかる。しかし早い冬の訪れにともなう大雪に見舞われ、高地に位置するトラッキー湖（現・ドナー湖）付近で雪に閉ざされてしまう。やがて著しい食料不足に陥り、12月半ばの時点で幾人かは救けを求めて徒歩で出発した。カリフォルニアから救援が出発したが、救助隊によるドナー隊の発見は1847年2月半ばまで遅れ、この間一行が遭難してからほぼ4か月が経過していた。結局一行87人のうち、生きてカリフォルニアに着いたのは48人であり、多数が生存のため人肉を食べていた。
歴史家は、これをカリフォルニア史と西部開拓史におけるもっとも奇怪で耳目を引く悲劇的事件のひとつとしている。

## 背景

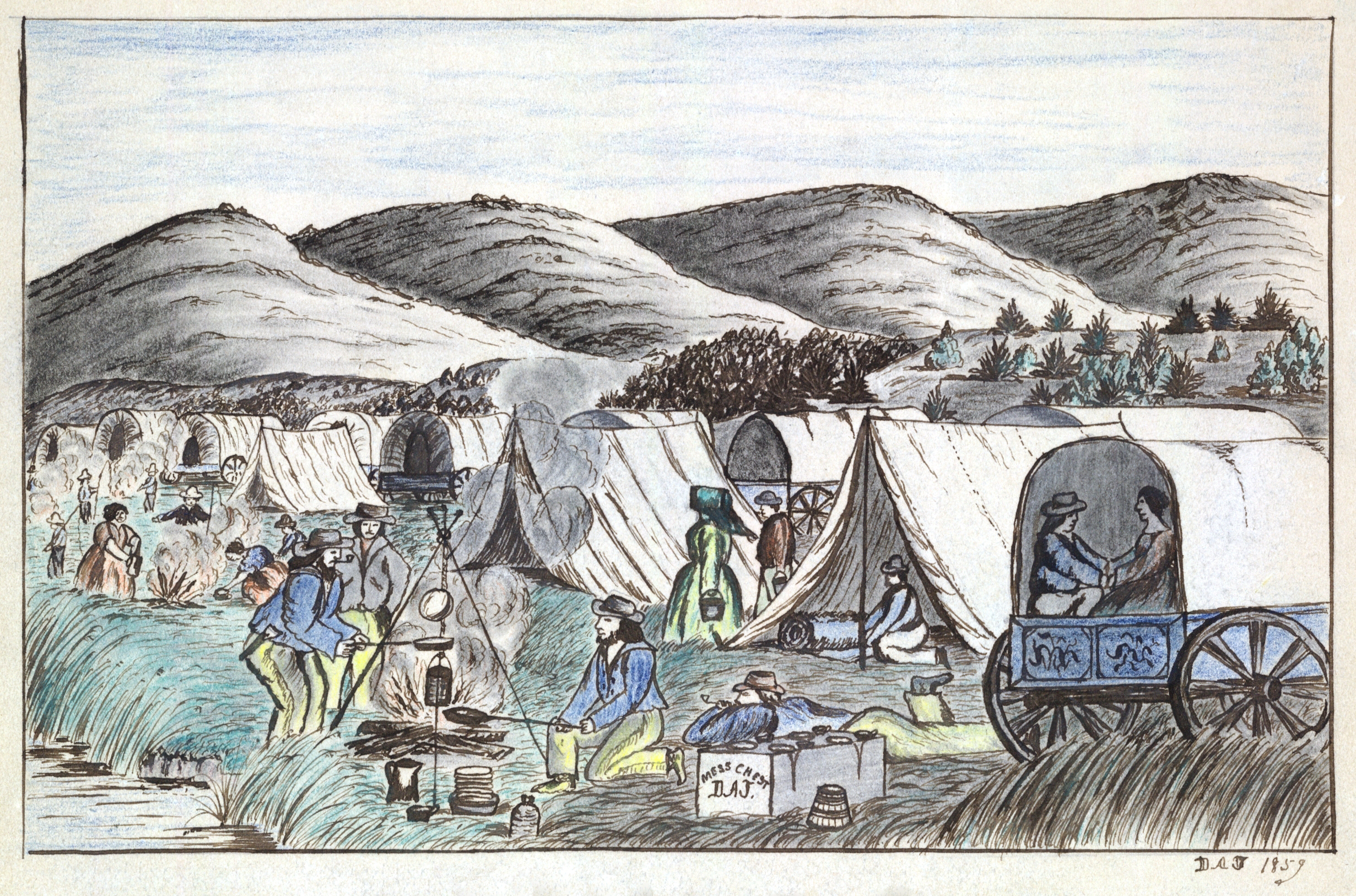
ネバダ州のフンボルト川で、テントと幌馬車を利用して野営する1859年の移民団

1840年代、アメリカ合衆国では東部の住居から西部のオレゴンやカリフォルニアに移り住む開拓民が劇的に増加した。中にはパトリック・ブリーンのように、カリフォルニアをカトリックとしての信仰生活を自由に全うしうる地と見る者もいたが、多くはマニフェスト・デスティニーに触発されていた。これは欧州出身者による北米全域の領有を正当化し植民を推進する思想である。移民の馬車の大部分はミズーリ州のインディペンデンスを起点として大陸分水嶺に向かうオレゴン街道をたどり、1日平均15マイル（24キロ） の速度で4 - 6か月かけて踏破した。街道はおおむね川沿いに続き、ワイオミングで比較的馬車の通行が容易な南峠に至る。その先の進路はいくつか選択肢があった。
ランスフォード・ヘイスティングズはオハイオから西部に移った初期の移民であり、1842年にカリフォルニアに入った。そこで未開発の土地に将来性を見出して、入植を促すため『オレゴンとカリフォルニアへの移民の手引き（The Emigrants' Guide to Oregon and California）』を出版した。その中で彼は大盆地を直接横断する経路を紹介したが、これはワサッチ山脈を抜けてグレートソルトレイク砂漠を横断するよう移民を導くものだった。しかしながらヘイスティングズ自身は1846年初頭までこの経路を使ったことはなく、その際はカリフォルニアからブリッジャー砦まで移動した。ブリッジャー砦はワイオミング州のブラックスフォークでジム・ブリッジャーがピエール・ルイ・バスケスとともに運営していた貧弱な補給処である。ヘイスティングズはこの砦に滞在して自身が提案した道に向けて南に転進するよう旅行者に勧めていた。1846年当時、グレートソルトレイク砂漠の南部を横断したのは記録上ヘイスティングズで史上2人目だったが、2人とも馬車は伴っていなかった。
カリフォルニア行きの旅における最大の難所は、シエラネバダ山脈を横断する最後の100マイル（160キロ）である。この山脈は海抜1万2,000フィート（3,700メートル）超の峰を500以上擁し、標高と太平洋の近さゆえに北米でも有数の豪雪地帯である。また山脈の東側はきわめて険しい。ミズーリを発って広大な荒地を越え、オレゴンやカリフォルニアに至るには、時期が非常に重要であり、春の雨による泥濘や9月以降の山地の豪雪で馬車の車輪を取られてはならないし、また牛馬の餌となる十分な青草を確保できる必要もある。

## ドナー隊の構成家族と形成経緯
1846年春、ミズーリ州のインディペンデンスから500近い幌馬車が西部を目指し出発した。その後尾に ドナー家とリード家およびその使用人の総勢32人が乗り込む9台の幌馬車からなる一団があり、5月12日に出発した。ジョージ・ドナーはノースカロライナ州生まれで、ケンタッキー州、インディアナ州そしてイリノイ州と、途中1年間テキサス州に逗留しつつ次第に居を西へと移してきた。1846年初頭に彼は62歳であり、44歳の妻タムセンと3人の娘フランシス（6）、ジョージア（4）、エリサ（3）がいた。また前妻との娘エリザ（14）とレアンナ（12）もいた。ジョージの弟であるジェイコブ（56）も同行したが、彼には妻エリザベス（45）、養子のソロモン・フック（14）とウィリアム・フック（12）、および5人の実子ジョージ（9）、メアリ（7）、アイザック（6）、ルイス（4）、サミュエル（1）がいた。ドナー兄弟にはまた御者も6人同行した。ハイラム・O・ミラー（29）、サミュエル・シューメイカー（25）、ノア・ジェイムス（16）、チャールズ・バーガー（30）、ジョン・デントン（28）、オーガスタス・スピッツァー（30）である。
ジェイムズ・リードは45歳のアイルランド系移民で、1831年にイリノイ州に移住していた。同行者は妻マーグレット（32）、養女ヴァージニア（13）、実の娘マーサ・ジェーン通称"パティ"（8）、息子ジェイムス（5）とトーマス（3）、およびマーグレットの母サラ・キース（70）である。サラ・キースは末期の肺結核を病んでおり、5月28日に死去して路傍に埋葬された。リードは移住するにあたり、経済的な悩みの打開のほかに、カリフォルニアの気候が長らく体調不良だったマーグレットの健康に利することを期待していた。 リード家は牡牛の御者を3人雇った。ミルフォード（ミルト）・エリオット（28）、ジェイムス・スミス（25）、ウォルター・ヘロン（25）である。ほかに使用人のベイリス・ウィリアムス（24）がおり、その姉エリザ（25）も一家の調理人として同行した。

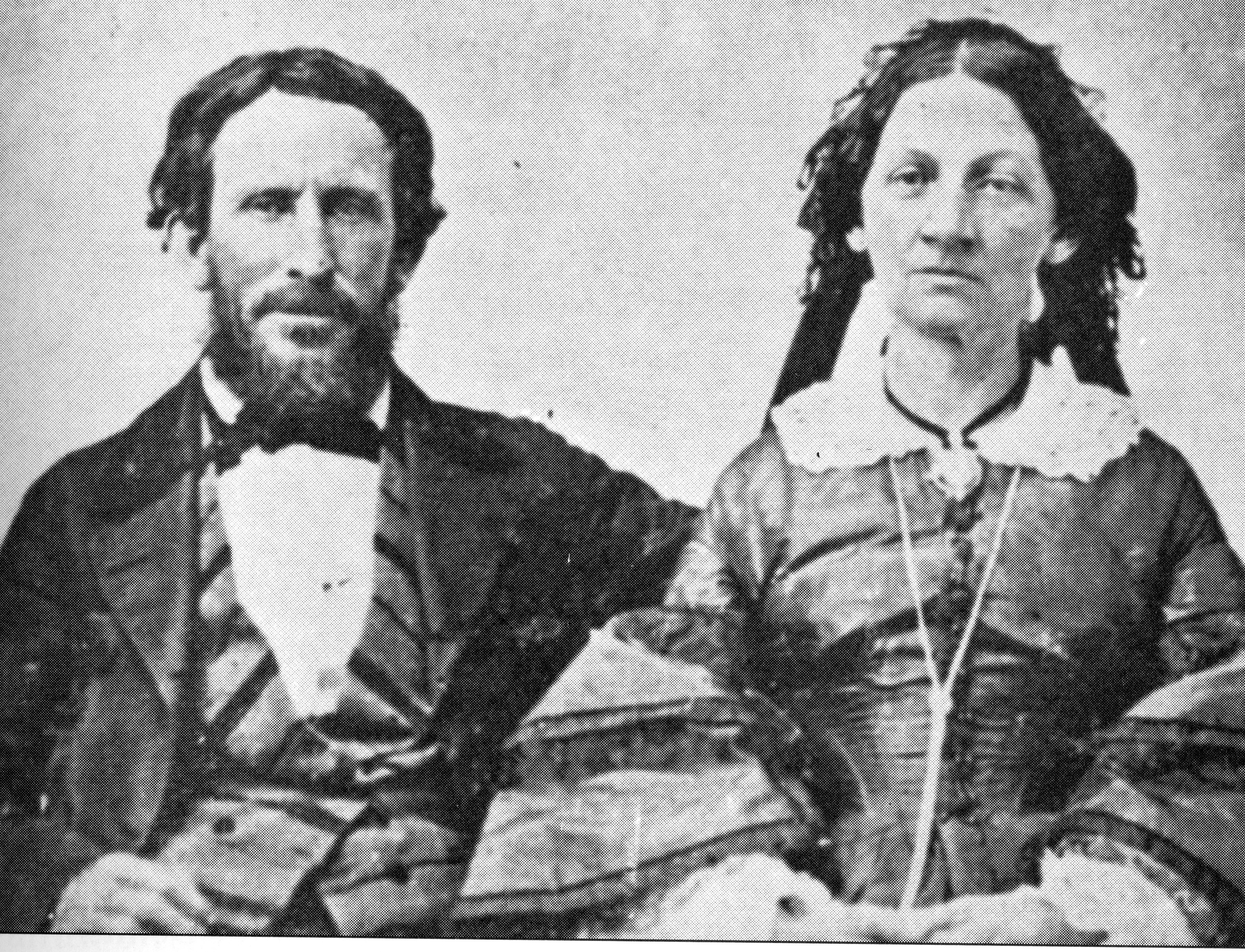
ジェイムズ・リードと妻のマーグレット

インディペンデンスを発って1週間のうちに、ドナーとリードはウィリアム・H・ラッセルを名目上のリーダーとする幌馬車50台からなる一団と合流した。一行は6月16日までに450マイル（720キロ）進み、ワイオミング州のララミー砦まであと200マイル（320キロ）の地点に至った。ここで大雨と河川の増水により旅程が遅れたが、タムセン・ドナーはスプリングフィールドの友人宛に「実際、この先もっとひどいことでもなければ、問題はないも同然と言えるでしょうね」と便りを書いている。。当時まだ少女だったヴァージニア・リードは、後年、旅の出だしを「完璧に幸せだった」と回想している。
道中ではほかの家族もいくつか合流した。ラヴィナ・マーフィー（37）はテネシーから来た寡婦で13人家族を率いていた。彼女の下の5人の子ジョン・ランドラム（16）、メリアム通称"メアリ"（14）、リミュエル（12）、ウィリアム（10）、サイモン（8）に加え、すでに嫁いだ2人の娘が家族とともに同行していた。サラ・マーフィー・フォスター（19）と夫のウィリアム・M（30）および息子のジェレマイア・ジョージ（1）、ハリエット・マーフィー・パイク（18）と夫のウィリアム・M（32）および娘のネオミ（3）とキャサリン（1）である。ウィリアム・エディ（28）はイリノイから来た馬車職人で、妻のエレノア（25）と2人の子ジェイムス（3）とマーガレット（1）を連れていた。ブリーン家はアイオワから来た農夫のパトリック・ブリーン（51）と妻のマーガレット通称"ペギー"（40）および7人の子ジョン（14）、エドワード（13）、パトリックJr.（9）、サイモン（8）、ジェイムス（5）、ピーター（3）、生後11か月のイサベルからなり、近所に住んでいた独身者のパトリック・ドラン（40）も一緒に来ていた。ドイツ系移民のルイス・キースバーグは、妻エリザベス・フィリピン（22）と娘のエイダ（2）とともに参加し、道中で息子のルイス,Jr.が生まれた。スピッツァーとラインハートという2人の若い独身男性は、ドイツ人夫婦のウォルフィンガー夫妻とその御者"ダッチ・チャーリー"ことバーガーと同行しており、ほかにハードクープという年配の男性も乗り合わせていた。ルーク・ハロランという若い男性は結核が日に日に悪化しており、その面倒を見る手間や物資の余裕がないため家族から家族へとたらい回しにされていた。

## ヘイスティングズの近道
ランスフォード・W・ヘイスティングズは自身の新ルートを宣伝するため、旅する移民に手紙を送っていた。7月12日、ドナーとリードもそうした1通を受け取った。ヘイスティングズは、当時カリフォルニアに存在したメキシコ当局から妨害されるおそれがあるとして、移民になるべく大きな集団を作って行動するよう薦めた。彼はまた「カリフォルニアに向かう従来より優れた道を新たに切り開いた」と主張し、この新たな近道に移民を案内するためブリッジャー砦で待っていると述べた。
J・クイン・ソーントンはドナーおよびリードと旅程の一部をともにし、のちにその著書『1848年のオレゴンとカリフォルニアから（From Oregon and California in 1848）』の中でヘイスティングスを「この地域の旅行者の中のほら吹き男爵」と断じた。ソーントンによれば、タムセン・ドナーはヘイスティングスを「身勝手な冒険屋」と見ており、そのような人物の助言に沿って主要道を外れることには「憂鬱で悲しく、意気消沈する」思いだった。

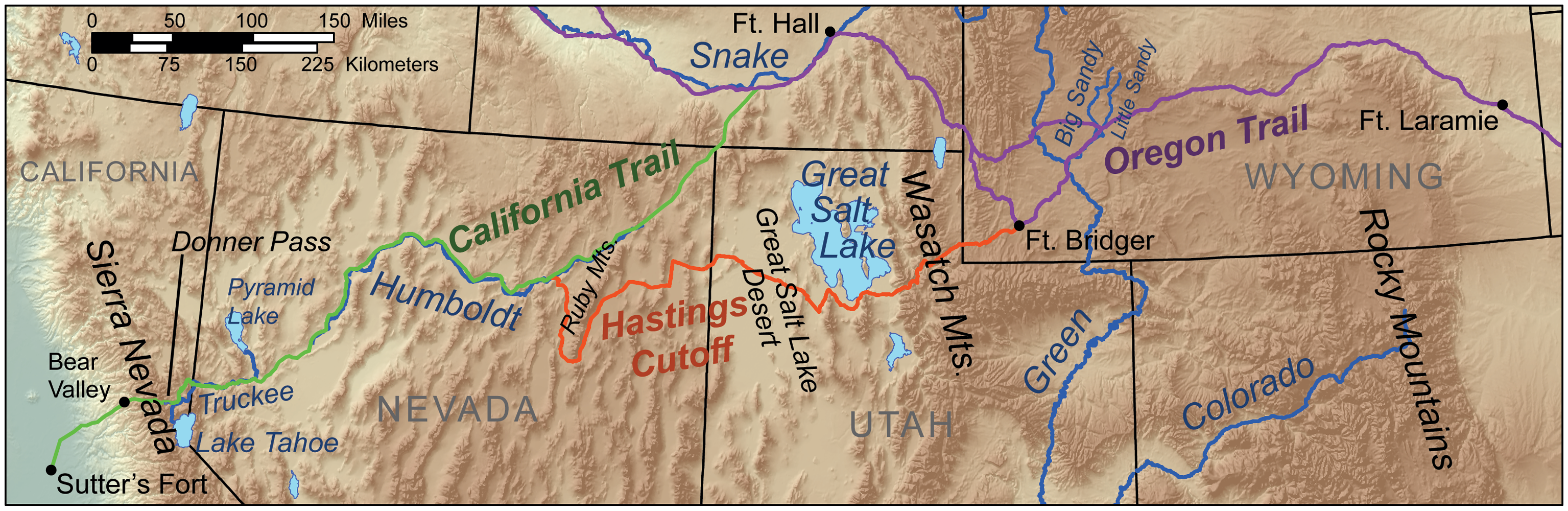
ドナー隊の進路。オレゴン街道（紫色）、ヘイスティングスの近道（橙色）、カリフォルニア街道（緑色）。ヘイスティングスの近道を選んだ結果、150マイル（240キロ）の遠回りになった

7月20日、リトル・サンディ川で、一行の中で大多数の馬車はホール砦を経由する確立済の旧道を選んだ。より小さな集団はブリッジャー砦を目指すこととし、指導者が必要になった。若い男性はほとんどが欧州系移民であり、指導者として理想的とは言えなかった。ジェイムス・F・リードは米国での暮らしが長く、年長で、軍隊経験もあったが、横暴な態度のため反感を買っており、周りから貴族気取りで尊大かつ見栄っ張りと見られていた。それに比べると、円熟して経験に富み、米国生まれのドナーは穏やかかつ寛大な性格で、信望を集めて一同から選ばれることになった。一同は当時の標準からすればかなり裕福だった。開拓者とは名ばかりで、ほとんどは山地や乾燥地帯を旅するこれといった技術や経験は持っておらず、アメリカ原住民との接し方についてもほとんど無知だった。
ジャーナリストのエドウィン・ブライアントは、ドナー隊よりも1週間早くブラックスフォークに到着した。彼は新ルートの最初の部分を見て、女性や子どもが特に多いドナー隊の幌馬車でここを通るのは難しいのではないかと懸念を抱き、ブラックスフォークに取って返して、ドナー隊の幾人かに宛てて近道を使わないよう警告する書き置きを残した。7月27日にドナー隊がブラックスフォークに着いたところ、ヘイスティングスはハーラン＝ヤング隊の幌馬車40台を案内してすでに出発したあとだった。ジム・ブリッジャーの交易所はヘイスティングスの近道が流行れば繁盛が見込まれるため、ブリッジャーは一行に対して、道のりは平坦で荒地や敵対的なアメリカ原住民もなく、したがって旅程を350マイル（560キロ）短縮できると請け合った。途中で干上がった湖の跡を数日間通る必要があるが、道中で水に困ることもないはずだとも述べた。
リードはこの情報に大いに感銘を受け、ヘイスティングスの近道を通るよう唱導した。ヘイスティングスの道は絶対避けるべきとするブライアントの手紙は誰も受け取らなかった。ブライアントはのちの日記の中で、ブリッジャーが握り潰したに違いないと書いており、リードものちの証言でこれに同意している。
1846年7月31日、一行は4日間の休息と馬車修理を終えて、ハーラン＝ヤング隊から11日遅れでブラックスフォークを出発した。ドナーが御者の交代要員を1人雇ったほか、新たにマクカッチェン家のウィリアム（30）、妻アマンダ（24）、娘ハリエット（2）が加わり、またニューメキシコから来たジャン・バチスト・トルドー（16）という少年が加わったが、彼はアメリカ原住民とカリフォルニアまでの地理について知識があると自称していた。

### ワサッチ山脈

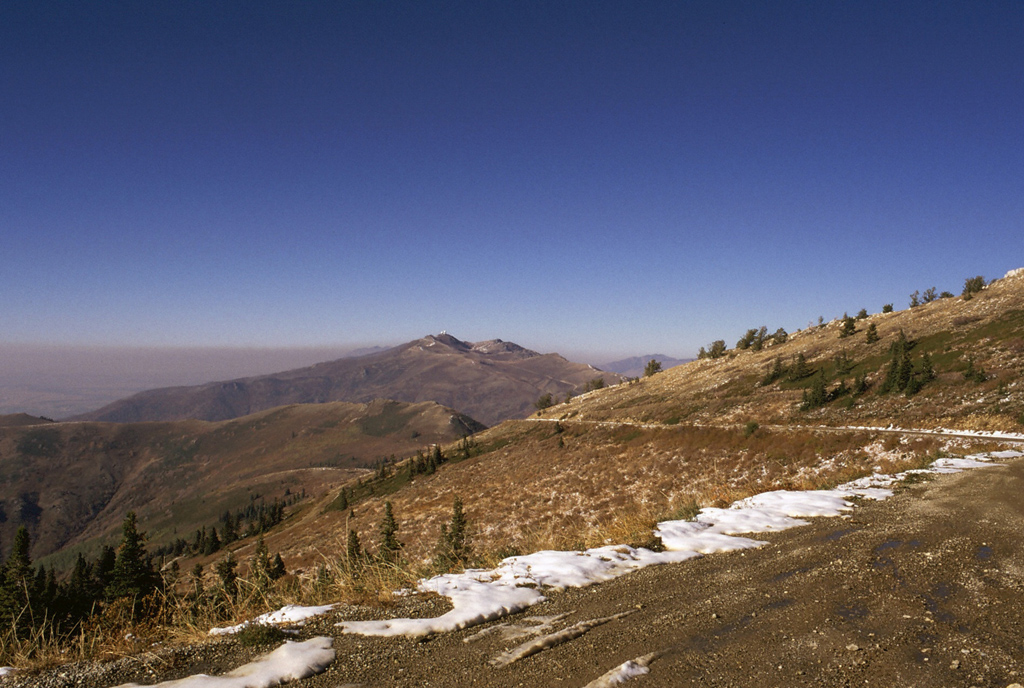
ユタ州内のワサッチ山脈

一行は南に転進してヘイスティングズの近道へ向かった。数日のうちに地形が話に聞いたより険しいことがわかり、御者らは急峻な斜面を転げ落ちないよう車輪をロックせざるを得なかった。オレゴン街道は数年来の人馬の行き来で道が通りやすく明瞭になっていたが、この近道は道そのものが判別しづらい状態だった。ヘイスティングスは指示を書いた手紙を木々に貼って残していた。8月6日、一行が見つけたヘイスティングスの手紙には、ハーラン＝ヤング隊が通った別ルートを案内するのでその場で待てとあった。リード、チャールズ・スタントン、ウィリアム・パイクの3人は先行してヘイスティングスを捜しに行った。彼らが遭遇したのはきわめて困難な峡谷で、大岩をどかす必要があったり眼下の川に崩れ落ちるような不安定な崖沿いだったり、馬車を壊しそうな道だった。ヘイスティングスは手紙の中でひどい難所ではドナー隊を案内すると申し出ていたが、実際には部分的に引き返しただけで、採るべき進路を大まかに示しただけだった。
スタントンとパイクは休息し、リード1人が引き返して、出発から4日後に本隊に戻った。約束されていた案内がないことがわかり、一同は引き返して旧道に戻るか、ハーラン＝ヤング隊が残した轍をたどってウィーバー峡谷の難所を抜けるか、またはヘイスティングスが勧めた方角へ向かって独自に新たな進路を開くか、3つから選択を迫られた。ここではリードの主張が通り、一同は新たなヘイスティングスの進路を選択した。その結果として、進行速度は1日あたり1.5マイル（2.4キロ）まで落ち込み、健常な男子は総出で藪を払い、木を伐り倒し、岩をどかして幌馬車を通さねばならなかった。
ドナー隊がワサッチ山脈を進んでいたところ、彼らを捜しにきたグレイブス家に追いつかれた。グレイブス家にはフランクリン・グレイブス（57）、妻エリザベス（47）と彼らの子メアリ（20）、ウィリアム（18）、エレノア（15）、ロヴィナ（13）、ナンシー（9）、ジョナサン（7）、フランクリン・Jr.（5）、エリザベス（1）、および嫁いだ娘サラ（22）と娘婿のジェイ・フォスディック（23）、ほかに御者のジョン・スナイダーがおり、3台の幌馬車に分乗していた。彼らの合流でドナー隊は幌馬車60 - 80台の総勢87名となった。グレイブス家はその年ミズーリを発った最後の集団にいたため、ドナー隊がこの年の西部移民団の最後尾にいることが確実になった。
8月20日、ドナー隊は山脈の中でグレートソルト湖を見下ろせる地点に到達した。ワサッチ山脈を抜けるにはそこからさらに約2週間かかった。男たちは口論するようになり、この道を選んだ人物、特にジェイムス・リードについて知性を疑った。一部の家族では食料と物資が底をつき始めた。リードとともに隊を離れたスタントンとパイクは帰路を見失い、のちに本隊に発見されたが、見つかるのがあと1日遅ければ馬を殺して食べているところだった。

### グレートソルトレイク砂漠

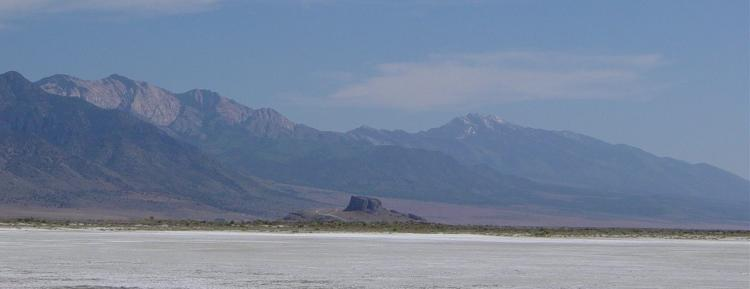
グレートソルトレイク砂漠

8月25日、ルーク・ハロランが結核で客死。その数日後、一行は破れてぼろぼろになっているヘイスティングズの手紙を見つけた。それによるとこの先には2昼夜に及ぶ草も水もない難路が控えている。一行は牡牛を休ませて旅に備えた。36時間後、進路を阻む1,000フィート（300メートル）の山越え にかかり、頂上に至ると、そこから見えたのは今しがた越えてきたよりさらに広く水のない不毛な平原で、完璧に平坦で白い塩に覆われており、ラリックによれば「地球上でもっとも居住に適さない土地のひとつ」だった。牡牛はすでに疲弊し、水はほとんど尽きていた。
8月30日、一行はほかに選択肢もなく前進した。日中の暑熱で表層の塩の下から湿気が湧いて地面を粘土状に変えた。幌馬車の車輪はその中に沈み、中には車軸の高さまで沈んでしまう馬車もあった。日中は酷暑で夜間は酷寒だった。何人かは湖と馬車列の幻を見て、ついにヘイスティングズに追いついたと思い込んだ。3日後、水が尽き、一部の者は牡牛に水場を捜させようとあえて馬車から解き放った。何頭かの家畜はあまりに衰弱がひどく、馬車の軛につないだまま遺棄された。リードの牡牛は10頭のうち9頭が渇きで狂奔して脱走し、砂漠の中へ駆け去った。ほかの多くの家族も同様に牛馬を失う。過酷な行程で何台かの馬車は修理不可能な損傷を負ったが、人命の喪失はなかった。40マイル（64キロ）2日間と言われたはずが、グレートソルトレイク砂漠を抜けるには80マイル（130キロ）6日間を要した。
砂漠を越えて泉で休養するころには、一同はヘイスティングスの近道に対する信頼を完全になくしていた。そこで数日間を費やして牛を休ませ、砂漠に残してきた幌馬車を捜して食料と物資をほかの馬車に積み替えた。リード家の損失がもっとも大きく、リードは一層強情になって、すべての家族に対し手持ちの物資と食料の目録を差し出すよう求めた。彼はカリフォルニアのサッター砦に向けて2人の男子を先行させるよう提案した。ジョン・サッターが身勝手な開拓者にもきわめて寛容で余剰の物資を分けてくれると聞いていたからである。チャールズ・スタントンとウィリアム・マクカッチェンがこの危険な旅に志願した。残った中で実用に耐える馬車は牝牛、牡牛、騾馬を混ぜて牽かせた。時期は9月中旬になっていて、逃げた牡牛を捜しに出た2人の若者が、この先にさらに40マイル（64キロ）に及ぶ砂漠が広がっていると報告した。
家畜と牡牛は今や疲弊し痩せこけていたが、ドナー隊はその次の砂漠区間を比較的無傷で通過し、旅程は捗り始め、ルビー山脈沿いの渓谷では特に順調だった。ヘイスティングスに対してはもはやほとんど憎悪を抱いていたが、彼が何週間も前に残したと思しき轍をたどるほかに選択肢はなかった。9月26日、近道に踏み入ってから2か月後、ドナー隊は今日で言うフンボルト川に沿う旧来の街道に合流した。近道で時間を節約するどころか、逆に少なくとも1か月は遅れたことになる。

## 街道への合流

### リード追放
フンボルト川沿いで一行はパイウート族に遭遇して数日同行したが、その間に牡牛と馬を何頭か盗まれたり殺されたりした。すでに10月に入ってだいぶ過ぎており、ドナー家が先を急いで先行していたところ、残った集団で2台の馬車がもつれる事故が起き、怒ったジョン・スナイダーがリード家の御者ミルト・エリオットの牡牛を殴った。リードが止めに入ると、スナイダーはリードを鞭で打ちつけた。リードは反撃し、スナイダーの鎖骨の下をナイフで刺して殺した。
その晩、目撃者が集まって事後を相談した。大陸分水嶺の西（当時はメキシコ領）では米国の法律は適用されず、幌馬車隊が私的に事件を裁くことはよくあった。しかし隊長のジョージ・ドナーは家族とともに本隊から丸1日分先行している。スナイダーがジェイムス・リードを打つ場面は目撃されており、マーグレット・リードのことも打ったとする証言もあったが、スナイダーには人望があった一方でリードにはなかった。キースバーグはリードを絞首刑にすべきだと述べたが、評決としてはリード個人を追放し、残される家族の面倒は周りで見ることとした。リードは翌朝丸腰で隊を離れたが、娘のヴァージニアが馬で先回りして密かにライフル銃と食料を渡した。

### 隊の分裂

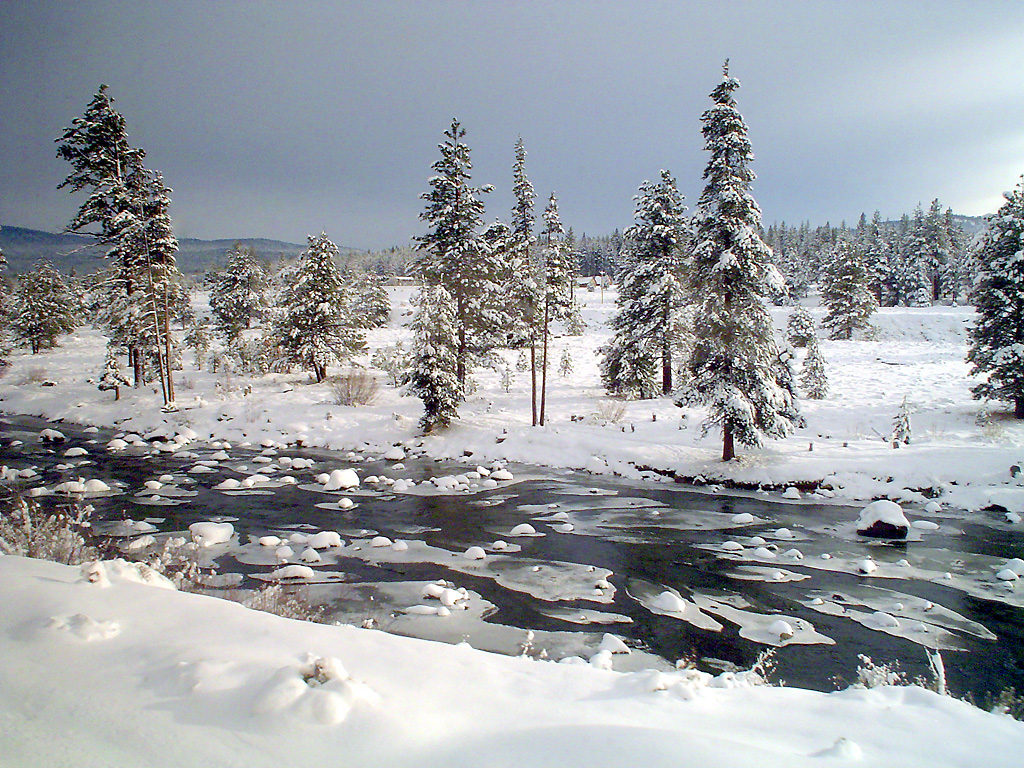
冬季のトラッキー川

もともと寄せ集めだったドナー隊は、ここまでさまざまな予期せぬ試練に苛まれた結果、いくつかの派閥に分裂し、派閥ごとの生存を優先して他者を信用せず、時にはあからさまに敵視すらするようになった。草が次第に減り家畜は日に日に衰弱し、家畜の負荷を減らすため全員歩くことが求められた。キースバーグは幌馬車から年配のハードクープを降りさせ、歩かないなら死ぬしかないと伝えた。数日後、両足が腫れ上がって裂けた状態で小川の側に座り込んでいるハードクープが目撃されたが、それが彼を見た最後となった。ウィリアム・エディはハードクープを捜すよう周りに懇願したが、誰も応じず、70歳近い男のためにこれ以上物資を無駄にできないと言われた。
その間、リードはドナー家に追いつき、御者のウォルター・ヘロンとともに先行した。2人は1頭の馬を共用し、1日に25 - 40マイル（40 - 64キロ）進むことができた。残りの一行もドナー家に追いついたが、不運は続いた。アメリカ原住民がグレイブス家の馬をすべて追い散らし、ほかにもう1台の馬車が放棄された。草が不足したために家畜が前より分散し、その隙をパイウート族に突かれて1晩で18頭が盗まれ、数日後の朝にはさらに21頭が殺された。ここまでに一行は牡牛と家畜を100頭近く失い、食料はほぼ完全に尽きていた。目前にはもうひとつ砂漠が広がっていた。エディ家は牡牛をアメリカ原住民に殺されたため、幌馬車を捨てざるを得なくなった。一家は食料が尽き、ほかの家族はエディ家の子どもを助けようとしなかった。エディ家は徒歩を強いられ、子どもを背負いつつ渇きに苦しめられた。マーグレット・リードとその子どもらも馬車を失った。しかし砂漠はすぐに終わり、一行は緑の美しく豊かな土地に出てトラッキー川を見つけた。
休む時間はほとんどなく、降雪前に山脈を越えるべく出発したところ、スタントン（助けを求めて1か月前にカリフォルニアに向かった2人のうちの1人）が戻ってきた。彼は騾馬と食料のほかに、ルイスとサルバドールという2人のミウォーク族の男性を伴っていた。彼はまた、リードとヘロンが憔悴し飢えながらもカリフォルニアのサッター砦にたどり着いたと知らせた。この時点で、ラリックによれば「旅塵に汚れ、半ば飢えたドナー隊の人々には、問題の最悪の部分は過ぎたと思えただろう。彼らはすでに過去のいかなる移民団よりもひどい目に遭ってきた」。

## 雪の檻

### ドナー峠

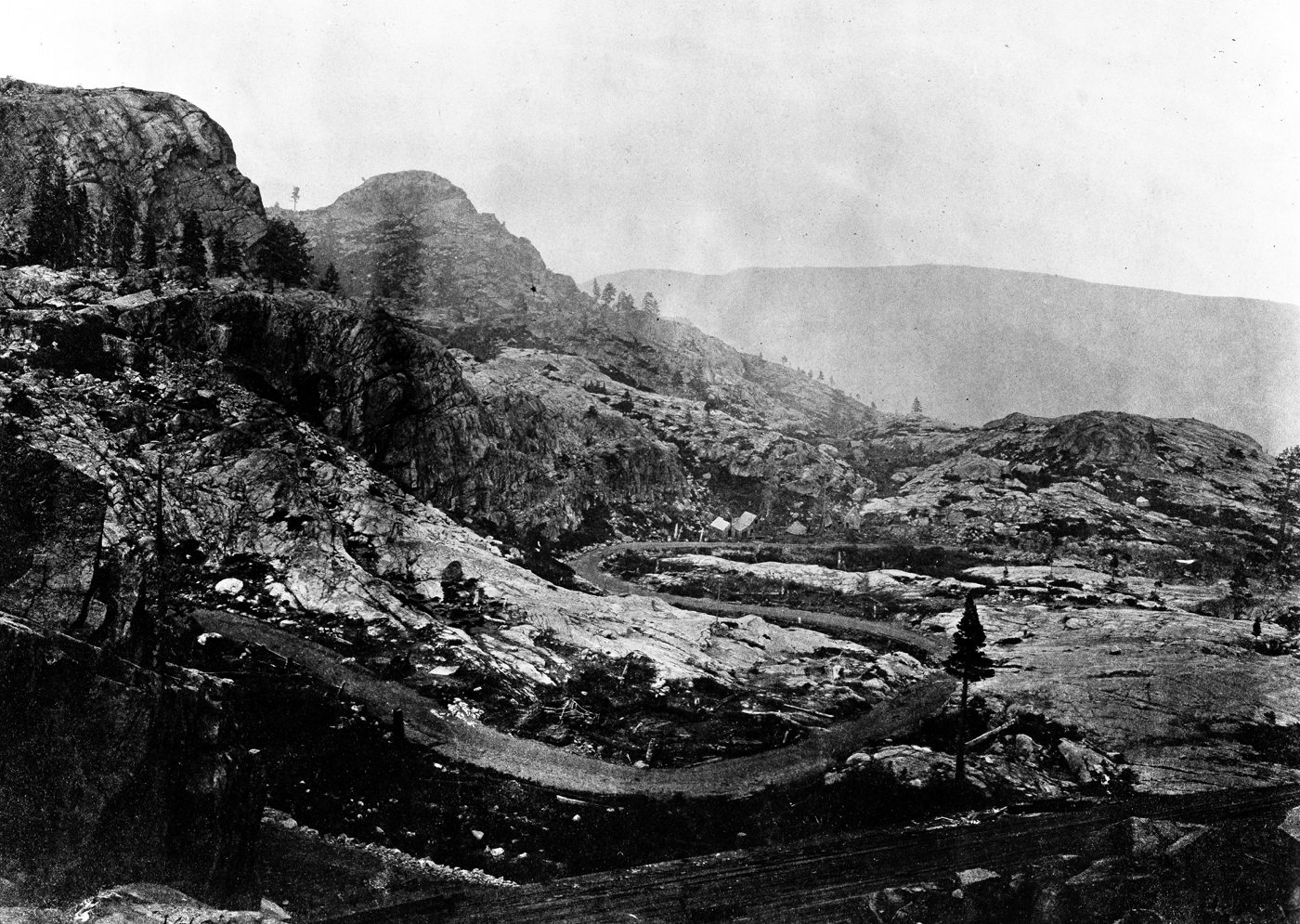
1846年11月、トラッキー湖を望む標高7,088フィート（2,160メートル）の峠は早い雪に閉ざされた（写真は1870年代に撮影）。峠と湖はどちらも今日「ドナー」の名を冠している

ワサッチ山脈よりもはるかに険しいと言われる最後の山脈越えを前にして、寄せ集めの一行は、そのまま進むか、家畜を休ませるかの選択を迫られた。時は10月20日で、一同は峠が雪に降り込められるのは11月中旬からだと聞かされていた。10月25日ごろ、ハンボルト川でウォルフィンガーが何者かに殺される。後の調べでキースバーグ、ラインハート、スピッツァーらに殺害されたと思われる。10月30日、ウィリアム・フォスターの銃が装填作業中に暴発してウィリアム・パイクを死なせる事故が起き、これに押されたかのように、一行は一家族また一家族と出発していった。一番手はブリーン家、次にキースバーグ家、スタントンとリード家、グレイブス家、マーフィー家が続いた。ドナー家は最後尾についた。荒れた地形を数マイル進んだところでドナー家の馬車のうち1台が車軸を折ってしまい、代替品を作るためジェイコブとジョージが林に入った。その際車軸を削る作業中にジョージ・ドナーは誤って手を切ったが、この時点では浅い傷に思えた。
雪が降り始めた。ブリーン家はトラッキー湖（現・ドナー湖）に向けて高低差1,000フィート（300メートル）の「巨大な、垂直に近い斜面」を登り、頂上まで3マイル（4.8キロ）の地点に到達して、別の開拓民の一団が2年前に建てていた小屋の付近で野営した。エディ家とキースバーグ家がブリーン家に合流し、ともに峠を越えようとしたが、すでに積雪が5 - 10フィート（1.5 - 3メートル）あって道を判別することができなかった。彼らはトラッキー湖畔に引き返し、翌日までにドナー家を除く全家族が付近に集まり野営した。ドナー家のみは後方5マイル（8キロ）、片道半日分ほどの地点にいた。以後数日間にわたり、馬車や家畜とともに峠を越えようと幾度か試みたがすべて失敗した。

### 冬営

トラッキー湖とオルダー川周辺の地図

ブリーン、グレイブス、リード、マーフィー、キースバーグ、エディ各家の60人はトラッキー湖畔で冬に備えた。そこには互いにかなり離れて松材の丸太小屋が3軒建っていたが、床は土が剥き出しで、粗末な平屋根は雨漏りがした。うち1軒にはブリーン家が入り、もう1軒にはエディ家とマーフィー家、3軒目にリード家とグレイブス家が入った。キースバーグ家はブリーン家の小屋の壁を使って差し掛け小屋を建てて使用した。各家は幌布や牛革で屋根を補修した。どの小屋も窓や扉はなく、単に入口が開いているだけだった。トラッキー湖畔にいた60名の内訳は、18歳超の男性19名、女性12名、子ども29名（うち乳幼児6名）である。そこから道を下ったアルダー川付近では、ドナー家が21名用にテント群を急造した。そこにはウォルフィンガー夫人とその子どもらのほかにドナー家の御者もおり、全部で男性6名、女性3名、子ども12名だった。11月4日の晩には再び雪が降り始め、以後8日間嵐が続いた。
一行が設営した時点で、スタントンがサッター砦から持ち帰った食料はほぼ尽きていた。牡牛は次々に倒れ、死体は凍るままに積み上げられた。トラッキー湖はまだ凍っていなかったが、湖のイワナを獲ることを知らなかった。エディは皆の中では猟の経験がもっとも豊富で、熊を1頭仕留めたが、その後は獲物に恵まれなかった。リード家とエディ家はほとんど何もかもなくしており、マーグレット・リードは、グレイブス家とブリーン家から牡牛を3頭譲り受けるにあたってカリフォルニアに着いたら倍値を払うと約束した。グレイブスはエディに餓死した牡牛1頭を25ドル（2016年換算600ドル）で売ったが、これは当時の相場で健康な牡牛2頭分の値段である。
皆の間で絶望感が募り、馬車ではなく徒歩で峠を越える案が出た。11月12日、嵐がやんだ機に小さな班が徒歩で峠を目指したが、柔らかく深い粉雪の中を進むのは困難で、その日の晩に戻った。翌週にかけて、ほかの別々の班が都合2回ほど出発したが同じくすぐに失敗した。11月21日、約22名からなる大規模な班が出発して今度は峠にたどり着き、そこから1.5マイル（2.4キロ）ほど西へ下ったが、結局進行を断念し、11月23日に湖畔に帰着した。

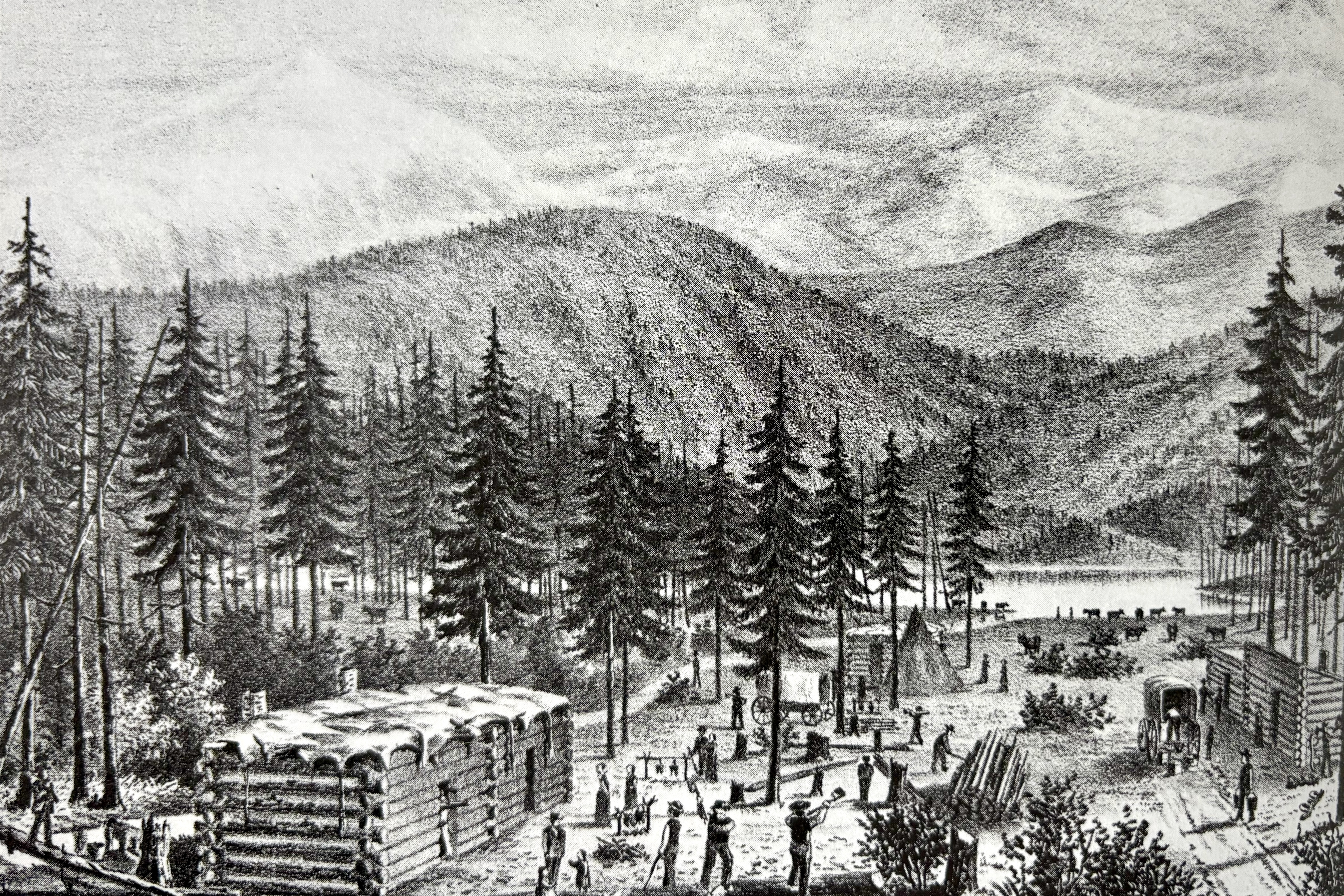
ウィリアム・グレイブスの説明に基づき画家が描いたトラッキー湖畔の冬営地の様子

パトリック・ブリーンは11月20日から日記をつけ始めた。当初は天気に関心があり、嵐や降雪量を書き留めていたが、次第に神や信仰に触れる記述が増えた 。トラッキー湖畔の暮らしは惨めだった。小屋は狭苦しく不潔であり、しかもあまりに雪が多く何日も外に出られなかった。食事はじきに牛の革となり、切れ端を煮込んで「食えたもんじゃない」糊状のゼリーにした。牡牛と馬の骨はスープを作るために何度も煮出され、しまいにはぼろぼろになって噛むと崩れた。時にはそのまま焦がして食用した。マーフィー家の子どもは暖炉の前に敷いた牛革を一切れずつ切り取り、炙って食べた。かんじき隊（後述）が出発したあとは、トラッキー湖畔に残った移民団の3分の2は子どもであり、グレイブス夫人が8人の世話をし、ラヴィナ・マーフィーとエレノア・エディがそれぞれ9人を世話した。人々は小屋に迷い込む鼠も捕えて食べた。じきに皆衰弱してほとんどの時間を寝て過ごすようになった。時折誰かが往復1日の行程をおしてドナー家の様子を見に行った。ジェイコブ・ドナーと御者3名が死んだとの知らせが伝わったが、うちジョセフ・ラインハートはウォルフィンガーを殺したと死に際に告白した。ジョージ・ドナーは手の傷が化膿し、このためドナー家で動ける男手は4人になった。
マーグレット・リードは、食料を節約しクリスマスにスープを作って子どもらに振る舞ったが、翌1月には飢餓に直面し屋根の牛革を食べるか考え始める。マーグレット・リード、ヴァージニア、ミルト・エリオットと侍女のエリザ・ウィリアムスは座して子どもが飢えるのを見るに忍びず、食料を持ち帰るべく脱出を図ったが、雪の中を4日間進んだのち引き返さざるを得なかった。彼らの小屋はもはや居住不能だった。牛革の屋根は食料として、一家はブリーン家に合流し、使用人は他家に分散した。ある日、グレイブス家がリード家に負債を取り立てに来て、残された食料のすべてである牛革を持ち去った。

### 決死隊
トラッキー湖畔では死者が出始めた。スピッツァーが死に、次いでベイリス・ウィリアムズが飢餓よりむしろ栄養失調で死んだ。フランクリン・グレイブスは牛のくびきと革から14足の西洋かんじきを作り、男女と子ども合わせて17人からなる班が徒歩で峠越えに挑むことにした。状況の過酷さを示すことに、その際17人中父親4人と母親3人は子どもをほかの女性に託して参加した。彼らは荷物を最小限とし、6日分の食料、ライフル銃1挺、各人に毛布1枚ずつ、手斧1挺、そして拳銃数丁のみ携行し、ベア渓谷を目指した。歴史家のチャールズ・マクグラシャンは、後年このかんじき隊を決死隊と呼んだ。かんじきのないチャールズ・バーガーと10歳のウィリアム・マーフィーは早期に引き返した。そのほかの者は、最初の晩に、持っていた荷鞍のひとつからかんじき1足を作ってレミュエルに履かせた。

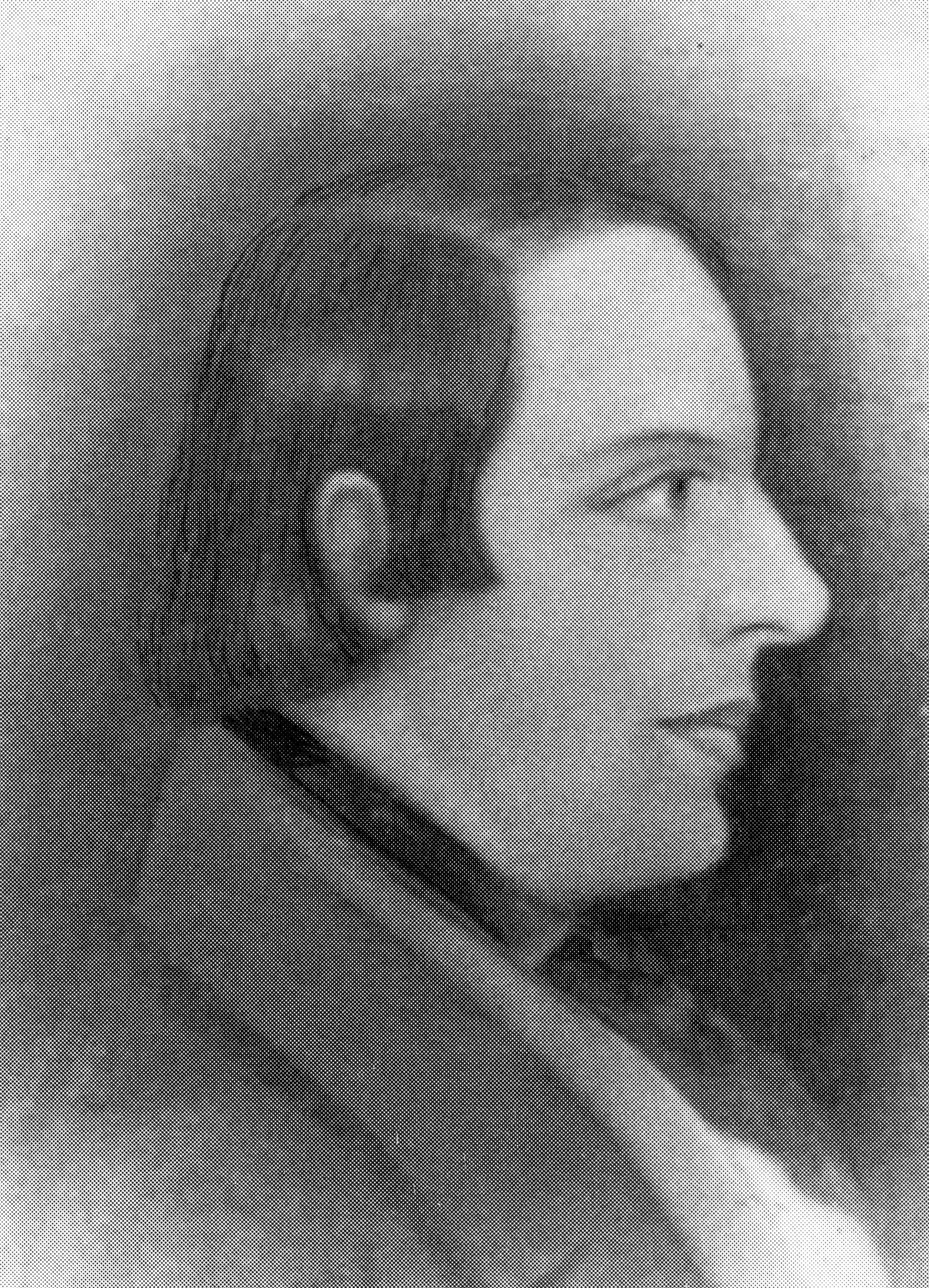
チャールズ・スタントン

かんじきは扱いづらかったが困難な上りで役立った。一行は全員栄養不良のうえ、深さ12フィート（3.7メートル）の雪中での野営にも不慣れで、3日目には大半が雪眼炎になっていた。6日目、エディは自分の荷物の中に妻が0.5ポンド（230グラム）の熊肉を忍ばせていたのを発見した。12月21日朝に一行は再出発した。その際、ここ数日間遅れがちだったスタントンが、あとからすぐに追いかけると言って残った。スタントンの遺体は、翌年その場所で発見された。
一行は道に迷ってしまう。食料が尽きて2日後、パトリック・ドランが、誰か1人が身を捧げて食料になるべきだと言った。ある者は決闘を提案し、また犠牲者を決めるくじを作ろうとしたという証言もある。エディは単に誰かが倒れるまで進むことを提案したが、猛吹雪で進めなくなった。最初に御者のアントニオが死に、続いてフランクリン・グレイブスが死んだ。
猛吹雪が続くなか、パトリック・ドランが錯乱してうわごとをわめきながら服を脱ぎ捨てて森に走り込み、じきに戻ってきたが数時間後に死んだ。それからほどなくして、12歳のレミュエル・マーフィーが瀕死だったためか、一部の者がドランの肉を食べ始めた。レミュエルの姉は弟に少しでも食べさせようとしたが、レミュエルはまもなく死んだ。エディ、サルバドール、ルイスは口にするのを拒んだ。翌朝、一行はアントニオ、ドラン、グレイブス、マーフィーの遺体から肉と内臓をはいで保存食とするため干したが、その際に親族が親族を食べることがないよう配慮した。

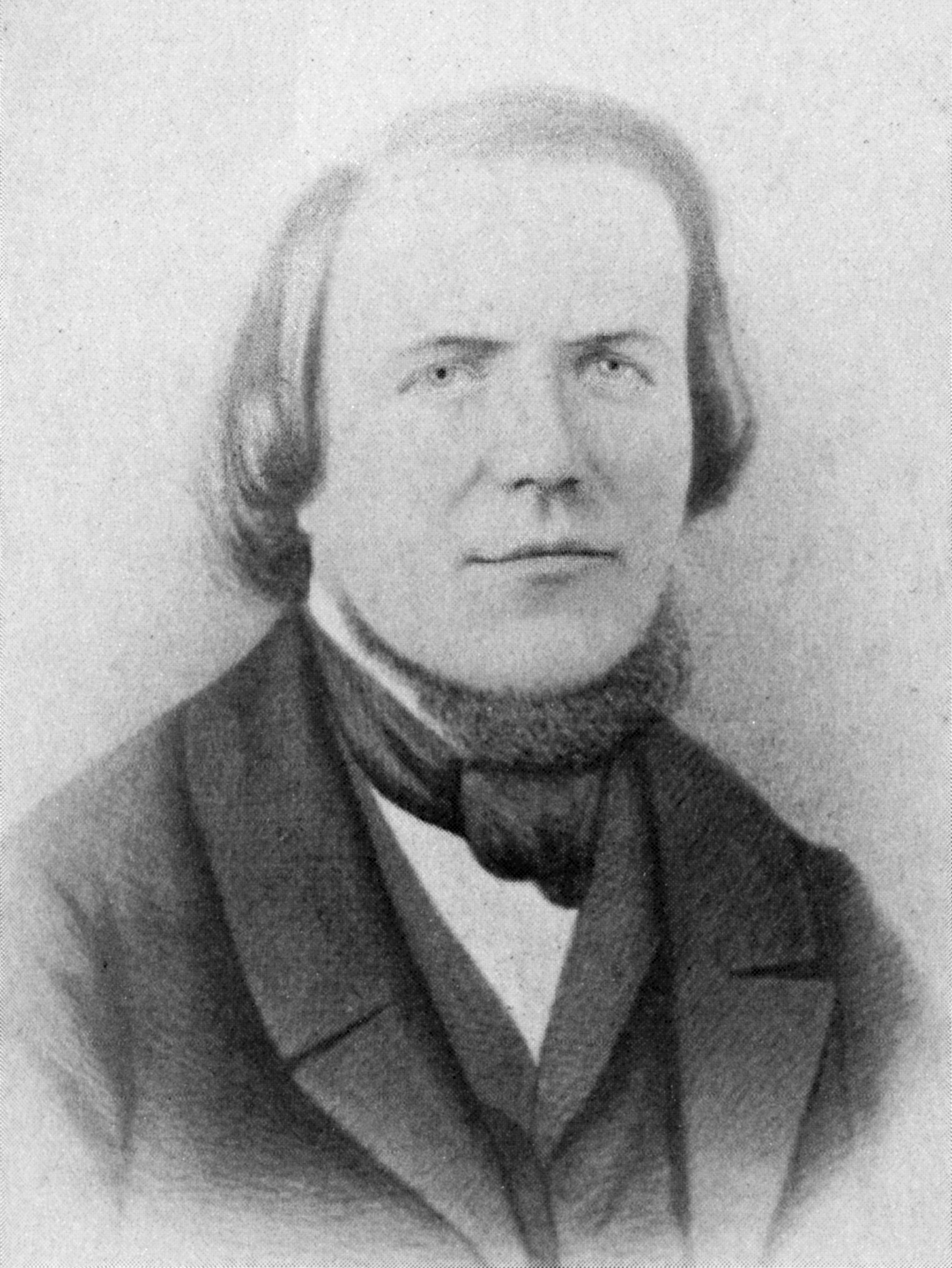
ウィリアム・エディ

3日後、一行は道を探して再度出発した。エディもやがて飢えに屈して人肉を食べたが、それもすぐになくなった。一行はかんじきの紐に使われていた牛革を食べ、ルイスとサルバドールを食用に殺すことを議論したが、エディが2人に警告して2人は密かに立ち去った。夜にジェイ・フォスディックが死亡し、残るは7人となった。エディとメアリ・グレイブスが狩りに出て、鹿肉を持ち帰ったところ、フォスディックの遺体はすでに食用に解体されたあとだった。さらに数日後、トラッキー湖畔を出発して25日目に、9日間近く絶食して死に瀕したルイスとサルバドールを見つけた。ウィリアム・フォスターは、これを餓死を免れる最後の希望だとして2人を射殺した。しかし、ジョセフ・A・キングは、フォスターに撃たれたときに2人が死にかけていたという説に異を唱えており、「サッター大佐がほかの生存者から聞いた話では、大佐の『良き部下たち』（サルバドールとルイスのこと）はドングリを集めている最中に殺された」としている。
1月12日、一行はミウォーク族の宿営地に転がり込んだが、凄惨な姿に驚き住人が当初逃げ出すほどだった。ミウォーク族は彼らが食用するドングリや山菜、松の実などを分け与えた。数日後、エディはミウォーク族の助けを借りてサクラメント渓谷の端に位置する小さな農場にたどり着いた。急遽救助隊が送られ、ほかの生存者6人を1月17日に発見した。トラッキー湖畔からここまで33日間かかったことになる。

## 救出

### リードによる救援の試み
ジェイムス・F・リードはシエラネバダを越えて10月遅くにジョンソン集落（en）に辿り着いた。その後、サッター砦で休養したが、日に日に家族と友人が心配になり、ジョン・C・フレモント大佐に峠越えの救助隊を出すよう懇願して、代償として米墨戦争にフレモントの部下として従軍すると申し出た。スタントンに同行できなかったマクカッチェンがリードに同調し、ハーラン＝ヤング隊からも一部が加わった。ハーラン＝ヤングの幌馬車隊は10月8日にサッター砦に到着したが、これは同年シエラネバダ越えに成功した最後の移民団だった。約30頭の馬と12人の男が食料を運んで出発し、山脈西側で、エミグラント山峡（en）に続く急峻な山道の下を流れるベア川沿いに、飢えているであろうドナー隊を捜索した。しかし一行が峡谷で見つけたのは、別の移民団からはぐれて飢えかけた開拓者の夫婦だけだった。
案内人2名が馬数頭とともに引き返したが、リードとマクカッチェンは峡谷をさらに登って最後は徒歩でユーバ・ボトムスに進んだ。リードとマクカッチェンはエミグラント山峡で峠から12マイル（19キロ）の地点で雪に阻まれて上を眺めたが、これはおそらくブリーン家が峠を東側から越えようと最後に試みた同じ日のことである。彼らは落胆してサッター砦に引き上げた。

### 第1次救援
当時、カリフォルニアにいた軍隊と壮健な男子は米墨戦争に動員されていた。たとえばフレモント大佐の部下も、この時点ではちょうどサンタバーバラ攻略に従事している。地域全体で道路は封鎖され、通信状況は悪く、物流は途絶えていた。ドナー隊の救援要請に応じた人員はわずか3名だった。リードも付近で生じた反乱と全般的な混乱のため2月までサンノゼで足止めされたが、同地でほかの開拓者や知人に働きかけ、これに動かされたサンノゼ住民は米国海軍に対してトラッキー湖畔に残る遭難者を救援するよう陳情した。地元紙2紙がかんじき隊が人肉食にまで及んだことを報じると、依然として雪に囚われたままの人々に対して同情が高まった。新しい移民が多かったヤーバ・ブエナ（現・サンフランシスコ）では1,300ドル（2016年換算33,500ドル）の義捐金が寄せられ、救助隊を支援する中継基地が2か所に設営された。
2月4日、ウィリアム・エディを含む救助隊がサクラメント渓谷を出発した。雨と川の増水によって数日間足止めを食う。エディはベア渓谷に留まり、ほかの者は雪と嵐を冒してトラッキー湖畔への峠越えに向けて着実に進んだ。その間身軽になるため携行食料は減らし、随時中継基地で補給した。3名は途中で引き返したが、残る7名は前進を続けた。
2月18日、7名の救助隊はフレモント峠（現・ドナー峠）を越え、エディから聞いていた小屋の位置付近に着くと大声で呼んだ。するとマーフィー夫人が雪の中の穴から現れ、救助隊を凝視すると「カリフォルニアから来たの、それとも天国から来たの？」と尋ねた。救助隊は食料を少量ずつ分配した。衰弱した人々に急に過食させると死ぬおそれがあったためである。すべての小屋は雪に埋もれていた。濡れた牛革の屋根は腐り始めており、ひどい悪臭がした。13人はすでに死んでおり、遺体は小屋の屋根から近い雪の中に浅く埋められていた。一部の生存者は情緒不安定に陥っていた。救助隊のうち3名はドナー家の位置まで進み、4人の痩せ衰えた子どもと3人の大人を連れ帰った。中でもレアンナ・ドナーはアルダー川からトラッキー湖畔までの険しい登りに殊に難儀し「あの日の苦痛と惨めさは筆舌に尽くしがたい」とのちに書いている。ジョージ・ドナーは手から腕が壊疽を起こしていて動けなかった。救助隊はまず23名を連れ帰ることとし、トラッキー湖畔の小屋とアルダー川にそれぞれ21人と12人が残された。
救助隊はかんじき隊の末路を隠し、凍傷で来られないだけだと伝えた。パティとトーマス・リードは積雪の中を進む体力が続かなくなり、ほかの誰も彼らを運ぶ余裕がなかった。そのためマーグレット・リードは、下の子2人がトラッキー湖畔に親なしで連れ戻されるのを断腸の思いで見送り、年長の子ども2人だけを伴ってベア渓谷に向かうほかなくなった。彼女は救助隊員のアクィラ・グローバーに対し、子どもらを湖畔まで無事連れ戻すことをフリーメイソンの名誉にかけて誓わせた。パティ・リードは「あのね、お母さん、もしもう会えなかったときは、精一杯頑張って」と言った。彼らが湖畔に戻ると、ブリーン家は自分達の小屋に入れることをすげなく断ったが、グローバーが食料を余分に出すと渋々ながら子どもを受け入れた。
一方、先に進んだ救助隊が愕然としたことに、帰路で最初の物資集積所は動物に荒らされており、以後4日間食料切れになった。峠越えに苦闘する中でジョン・デントンが昏倒し死亡。エイダ・キースバーグもまもなく死に、彼女の母親は慰めようもないほど落胆して遺体を放そうとしなかった。困難な地形をさらに数日進んだところで、救助隊員はこのままでは子どもらが持たないのではないかと危惧した。子どもの何人かは隊員のズボンについていた鹿革の房飾りや靴ひもを食べて隊員を驚愕させた。山を下る途中、次の救助隊と行き会い、その中にいたジェイムス・リードの声を聞いてマーグレット・リードは雪の中に卒倒した。
これらのあと、救出された人々はベア渓谷に無事到着した。ウィリアム・フック（ジェイコブ・ドナーの養子）はそこで食料庫に押し入り過食して死んだ。ほかの者はサッター砦まで進んだが、ヴァージニア・リードは「あのときは本当に楽園に来たかと思った」とのちに書いている。彼女はそのときまだ12歳で飢えで衰えていたが、自分に求婚する若者まで現れたとおかしげに触れている。しかしその申し出は断った。

### 第2次救援
3月1日、第2次救助隊がトラッキー湖畔に到着した。これはおもに登山経験の豊富な者で構成され、リードとマクカッチェンが同行していた。リードは娘のパティと衰弱した息子のトーマスに再会した。ブリーン家の小屋の住人は比較的良好な状態だったが、マーフィー家の小屋は、作家のジョージ・スチュワートによれば「言葉を超え想像を絶する」状態だった。ラヴィナ・マーフィーは8歳の息子サイモンとウィリアム・エディおよびフォスターの幼い子ども2名を世話していたが、心を病み、ほとんど失明していた。子どもは元気がなく、体が汚れたまま何日も放置されていた。ルイス・キースバーグは脚を怪我して小屋にこもり切りになっており、ほとんど動けなかった。
第1次救助隊が帰ってから第2次救助隊が到着するまでの間、トラッキー湖畔で死者は出なかった。パトリック・ブリーンは2月の最終週にマーフィー夫人が訪れた際の不穏な会話について日記に書いている。それによるとマーフィー家はミルト・エリオット（2月9日に死亡）を食べることを考えていた。リードとマクカッチェンはエリオットの解体された遺体を見つけた。アルダー河畔の野営地も大差はなく、先に2人の救助隊員が同地に着いたとき、丁度トルドーが人間の脚を持ち運んでいるところだった。2人が声をかけるとトルドーはそれを雪穴に投げ捨てたが、その穴にはほとんどバラバラにされたジェイコブ・ドナーの遺体が入っていた。テントの中では、エリザベス・ドナーは食べることを拒んでいたが、彼女の子どもらは父親の肉を与えられていた。救助隊はほかに、3人の遺体がすでに食われたあとだったことを見つけた。もうひとつのテントでは、タムセン・ドナーは無事だったが、ジョージは腕の壊疽が肩まで達して重篤な状態だった。

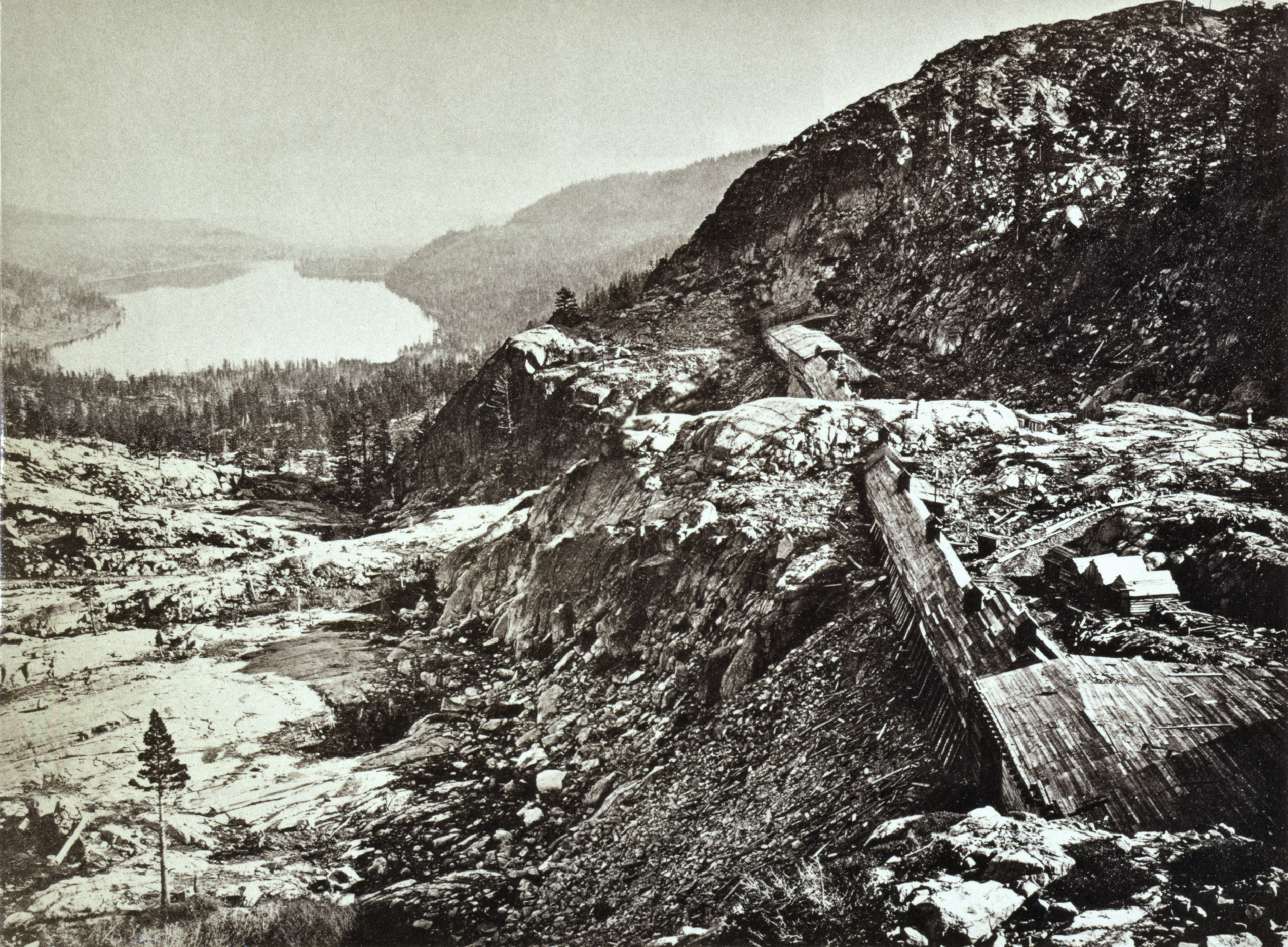
ドナー峠から見たトラッキー湖。1868年、セントラル・パシフィック鉄道が完成した際に撮影

第2次救助隊はトラッキー湖畔から17名（うち成人3名）を連れ出した。ブリーン家とグレイブス家は全員同行し、湖畔には5名だけが残った。キースバーグ、マーフィー夫人と息子のサイモン、エディの息子とフォスターの子どもである。タムセン・ドナーは、第3次救助隊がまもなく到着するとリードに聞き、臥せった夫のジョージを看て残ることにした。ドナー夫人は娘のエリザ、ジョージア、フランシスも手元に残した。
ベア渓谷への復路は捗らなかった。ある時点でリードはセリム・ウッドワースの率いる小編成の第3次救助隊と行き会えるかと期待しつつ、最初の物資集積所から食料を回収するため2人の男を先行させた。一行が峠を越えたあとで猛烈な吹雪が襲来し、5歳のアイザック・ドナーが凍死、リードも死にかけた。メアリ・ドナーは凍傷で足の感覚を失い、足が焚き火で焼かれているのに気付かず寝入って重度の火傷を負った。嵐が去ったあと、何日も絶食していたブリーン家とグレイブス家の一同は気力体力とも尽きて起き上がれず、救助隊は彼らを置き去りにせざるを得なかった。
救助隊のうち3人は居残った。1人はトラッキー湖畔、2人はアルダー川である。その中のニコラス・クラークが狩りに出ている間に、ほかの2人、チャールズ・ケイディとチャールズ・ストーンはカリフォルニアに戻る計画を立てた。タムセン・ドナーは彼らに3人の子どもを託してカリフォルニアに連れていってもらうよう、はからった。スチュワートによれば、このとき現金500ドル（2016年換算12,900ドル）を渡したという。ケイディとストーンは子どもらをトラッキー湖畔まで連れていったがそこで置き去りにし、リードらに数日内に追いついた。数日後、クラークとトルドーは組んで脱出することにした。そこでトラッキー湖畔に来たところ、ドナー家の娘たちが居るのに気付き、アルダー河畔に引き返してタムセン・ドナーに知らせた。

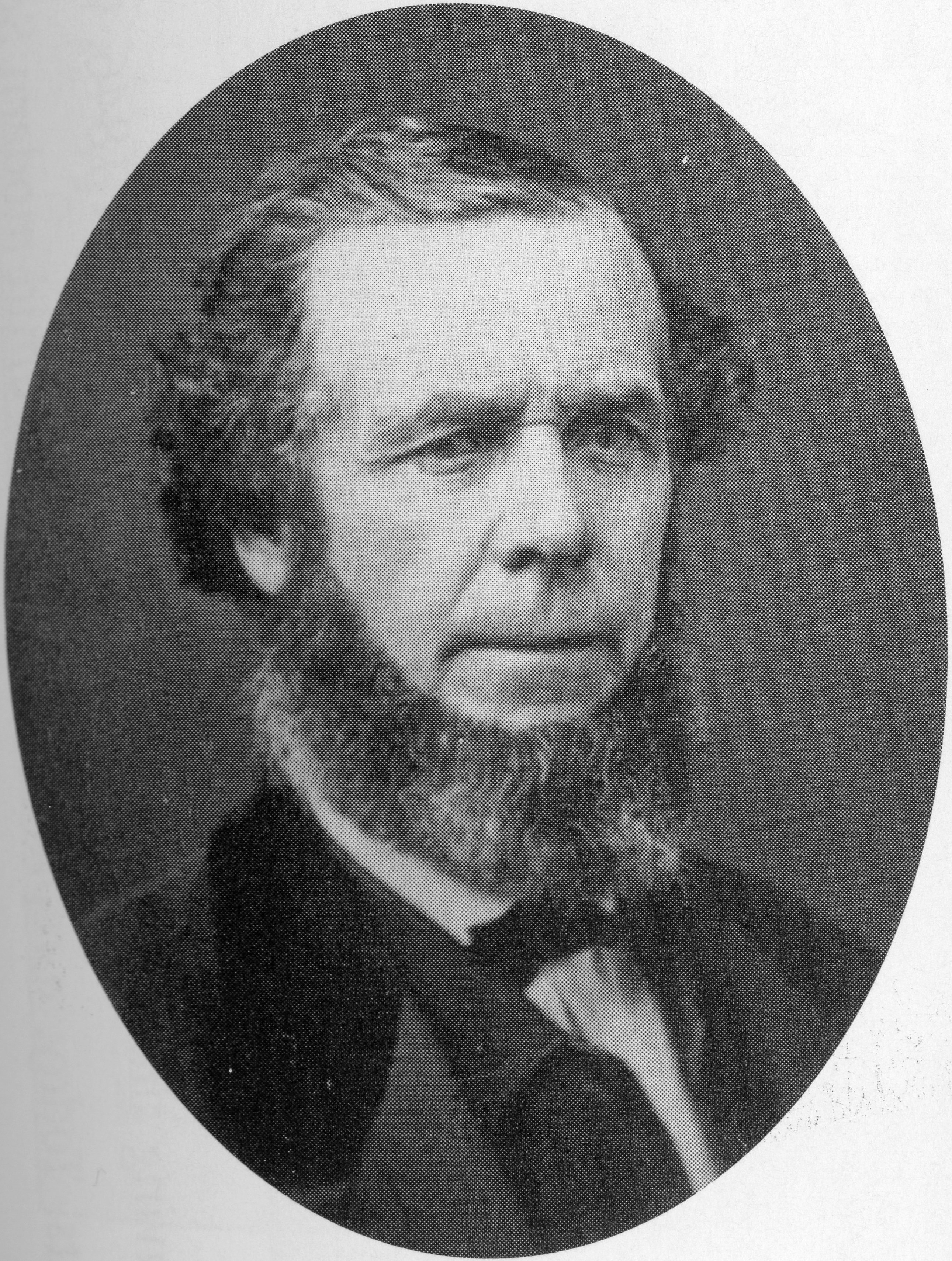
ジョン・スターク

かんじき隊の生き残りであるウィリアム・フォスターとウィリアム・エディは、ジョン・スタークという男とともにリードを迎えにベア渓谷を発ち、翌日リードに出会った。そのときリードは、全員凍傷で出血しつつも、まだ生きている自分の子どもを助けようとしていた。フォスターとエディは自分たちの子どもを助けようと必死になり、4人の男にトラッキー湖畔まで一緒に戻ってくれるよう金を渡して懇願した。その道中半ばで彼らは雑に解体されて食われた子ども2人とグレイブス夫人の遺体を発見。グレイブス夫人の娘である1歳のエリザベス・グレイブスは母親の遺体の傍で泣いていた。焚き火が雪を溶かしてできた穴の中で、11人の生存者が火の周りに密集していた。救助隊は二手に分かれ、フォスター、エディとほか2名はそのままトラッキー湖畔に向かい、ほかの隊員2名はもっとも元気そうな者だけでも救おうと子どもを1人ずつ連れて引き返した。ジョン・スタークはほかの者を置き去りにすることを拒み、2人の子どもとすべての荷物を自ら抱え、ブリーン家とグレイブス家の生存者9人を助けてベア渓谷に戻った。

### 第3次救援

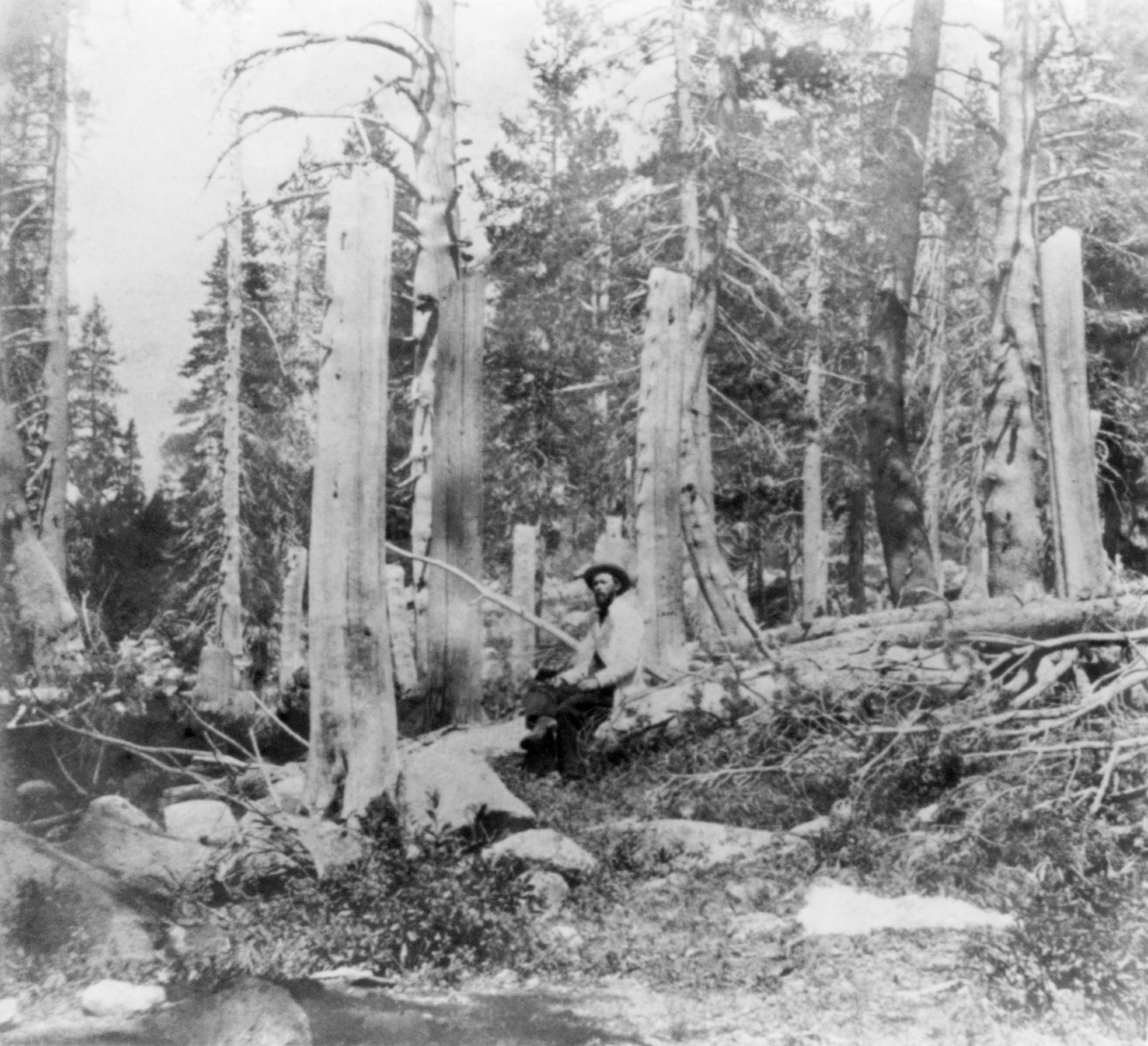
ドナー家が越冬したアルダー川河畔。切り株の高さが積雪の深さを表す。1866年撮影

3月14日、フォスターとエディがトラッキー湖畔に着いたとき、彼らの子どもはすでに死んでいた。キースバーグはエディに彼の子の遺体を食べたと伝え、エディはもしいつかカリフォルニアでキースバーグに会うことがあったら殺すと誓った。ジョージ・ドナーとジェイコブ・ドナーの子ども1人はアルダー河畔でまだ生きていた。ちょうどタムセン・ドナーがマーフィー家の小屋に来ており、そのまま1人だけ着いてくることもできたが、これ以後すぐに救助隊が来る予定はないと告げられたにもかかわらず、夫の元に戻った。フォスターとエディおよび救助隊は、子ども4人とトルドーとクラークを連れて帰路についた。
その後も生存者救出のため2つの救助隊が出発したが、いずれもベア渓谷に着く前に引き返し、それ以降救助活動はなかった。4月10日、第3次救助隊が撤収してからほぼ1か月後に、サッター砦近くにいた執政官 がドナー家の遺物回収を図る回収隊を組織した。これは回収した遺物を売却し、売上の一部を孤児になったドナー家の子供の養育に充てることを目的としていた。アルダー河畔のテントには死後数日しか経っていないジョージ・ドナーの遺体のほかは誰もいなかった。トラッキー湖畔に戻る途中、生き残っていたルイス・キースバーグを発見した。彼によると、マーフィー夫人は第3次救助隊が帰った翌週に死んだという。またその数週間後、これから峠を越えるというタムセン・ドナーが彼の小屋に立ち寄ったが、ずぶ濡れで明らかに様子がおかしかった。キースバーグは彼女を毛布でくるみ、発つなら翌朝にするよう伝えたが、彼女はその夜に死んだ。
回収隊はキースバーグの言い分を疑い、小屋を調べて、人肉の詰まった鍋とともにジョージ・ドナーの拳銃、宝石、250ドル（2016年換算6,400ドル）相当の金塊を見つけた。回収隊がキースバーグを脅すと、タムセンに頼まれて彼女の子どもらのためにと、ドナー家の金を273ドル（2016年換算7,000ドル）隠したと告白した。1847年4月29日、キースバーグはサッター砦に到着した最後のドナー隊参加者となった。

### 反響
ドナー隊のニュースは末日聖徒イエス・キリスト教会の役員でジャーナリストでもあったサミュエル・ブラナンを通じて東に広まった。彼はキースバーグを連れて峠を降りてきた回収隊にたまたま行き会ったのである。事件がニューヨーク市に最初に伝わったのは1847年7月である。米国全体での扱いは、当時の国民的な西部への移民熱に大きく影響されていた。当時は何事も扇情的に報道する傾向が強かったにもかかわらず、一部の紙面はごく小さな記事で触れただけだった。カリフォルニアのものを含むいくつかの紙面は人肉食について挿絵つきで誇張して報道した。またいくつかの記事はドナー隊の参加者を英雄扱いし、カリフォルニアを大きな犠牲に値する楽園だと論じた。
その後何年か西部への移民は減少したが、これは米墨戦争の行く末が不透明だったことの方がドナー隊の教訓より大きいと思われる。1846年には推定1,500人がカリフォルニアに移住した。1847年には450人、1848年には400人に減った。ところがそこにカリフォルニア・ゴールドラッシュが起きて移民は激増し、1849年には25万人が西部に移った。陸路の移民はほとんどがカーソン川をたどったが、少数の49年組はドナー隊と同じ進路をとって当時の様子を書き残している。
1847年6月下旬、スティーブン・W・カーニー将軍配下のモルモン大隊が遺体を埋葬し、2軒の小屋の一部を焼いた。翌年峠を越えた少数の者は、骨とそのほかの遺留品およびリードとグレイブス両家の小屋を見つけた。1891年、湖のそばで埋められた現金が発見された。これはグレイブス夫人が貯めていたもので、第2次救助隊とともに出発する際に後日回収するつもりで急いで隠したものとされる。
ランスフォード・ヘイスティングズは死の脅迫を何度も受けた。ドナー隊の前に渡ったある移民は、遭遇した困難を巡ってヘイスティングズと直接対決し「もちろん彼は『本当にすまなかった、よかれと思ってのことだった』としか言えなかった」と報告している。

### 生還者たち
ワサッチ山脈に入った87人中48人が生き延びた。一家全員無事だったのはリード家とブリーン家のみ。ジェイコブ・ドナー、ジョージ・ドナー、フランクリン・グレイブスの子どもは孤児になった。ウィリアム・エディは家族全員を亡くし、マーフィー家も大半が死亡。家畜は騾馬が3頭カリフォルニアに着いた以外全滅。ドナー隊の家財はほとんどが遺棄された。
当時のカリフォルニアは嫁不足で、寡婦のうち何人かは数か月内に再婚した。リード家はサンノゼに入植し、ドナー家の遺児を2人引き取ってともに暮らした。リードはカリフォルニア・ゴールドラッシュではうまく立ち回り裕福になる。ヴァージニアは父親に添削を仰ぎ、イリノイに住む従妹に宛てて「カリフォルニアに着くまでの災難」を詳述する手紙を書いた。ジャーナリストのエドウィン・ブライアントはその手紙を1847年6月に持ち帰り、1847年12月16日付の『Illinois Journal』紙に校正を加えて全文掲載した。
ヴァージニアは個人的な誓いを果たしてカトリックに改宗した。これは小屋で祈るパトリック・ブリーンを見て感化されたものである。マーフィー家の生存者はメアリーズビルで暮らした。ブリーン家はサン・ワン・バウティスタで旅館を経営した。この宿（名は伏せている）を題材にジョン・ロス・ブラウンが書いた話が1862年の『ハーパース・マガジン』に掲載されたが、その中では自分が人喰いと一緒にいるらしいと知った筆者が激しい不快感に襲われる様子が描かれている。生還者の多くがこれと似たような扱いを受けた。

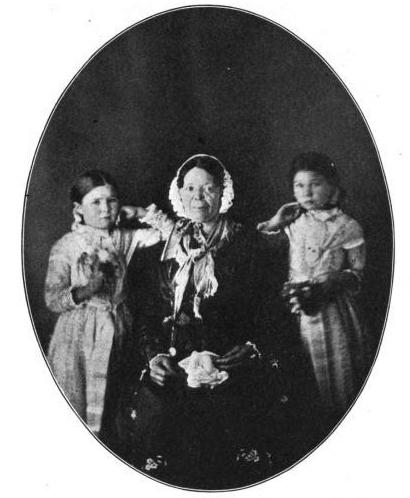
ジョージ・ドナーの娘、エリザとジョージア。中央はブルナー夫人

ジョージとタムセン・ドナーの遺児は、サッター砦の近隣に住む老夫婦に引き取られた。エリザは1846 - 1847年の冬には3歳で、ドナー家の子供では最年少だった。彼女は各種の文献や姉たちの証言に基づき1911年にドナー隊事件の本を出した。ブリーン家末女のイザベラは1846 - 1847年の冬には1歳で、ドナー隊の最後の生き残りとして1935年に死去した。
グレイブス家の子どものその後はさまざまである。メアリ・グレイブスは早くに結婚したが、夫は殺された。彼女は夫を殺した犯人が絞首刑の前に飢えないよう食事を差し入れた。メアリの孫の1人によれば彼女は非常に真剣だったという。メアリはあるとき次のように言った。「泣ければいいと思うが泣けない。もしあの悲劇を忘れ去ることができれば、泣き方を思い出せるかも知れない」。メアリの弟であるウィリアムは一所に居つこうとしなかった。
ナンシー・グレイブスは1846 - 1847年の冬には9歳だった。彼女は、歴史家が正確な事実関係を求めて接触してきた場合でさえ、事件との関わりを一切否定した。ナンシーは、弟と母親が食われた際の体験から立ち直れなかったと言われている。
エディは再婚し、カリフォルニアに所帯を持った。彼はルイス・キースバーグを殺すという誓いを果たそうとしたが、ジェイムス・リードとエドウィン・ブライアントに止められた。翌年、エディは自分の体験をJ・クイン・ソーントンに語り、ソーントンはそれを元にドナー隊事件に関する最初の包括的な本を書いた。その内容にはまたリードの体験談も反映されている。エディは1859年に死去した。

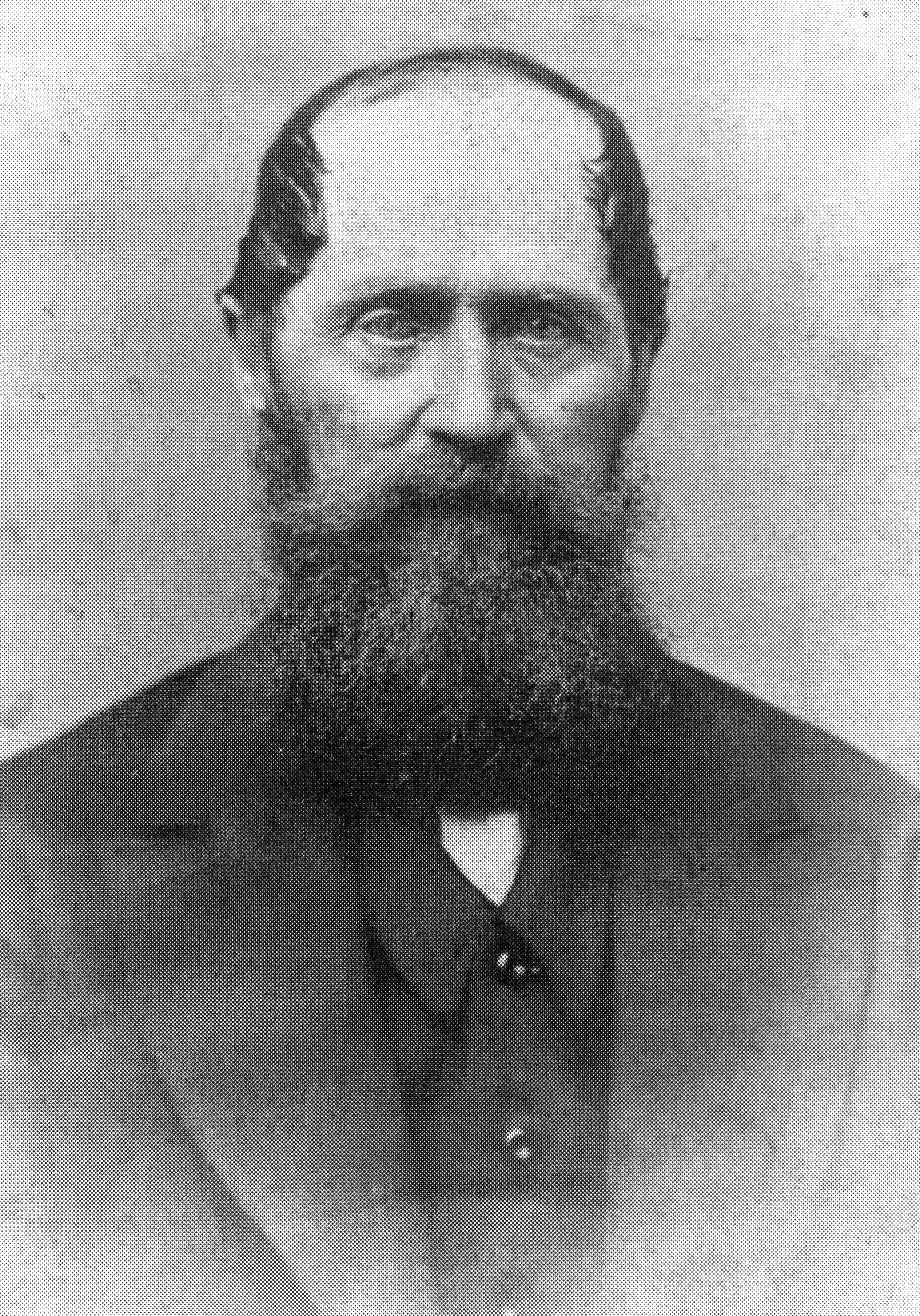
晩年のルイス・キースバーグ

キースバーグは彼がタムセン・ドナーを殺したとする回収隊員数名を名誉棄損で告訴した。法廷は彼に賠償金1ドルを認めたが、裁判費用は彼の負担とした。1847年の『California Star』紙掲載記事はキースバーグの行動を残虐表現で描写しつつ、回収隊からのリンチに近い扱いに触れ、彼は春の雪解けで露出した牛馬の肉より人肉を好んだと書いた。歴史家のチャールズ・マクグラシャンは、タムセン・ドナー殺しでキースバーグを起訴するに足るだけの材料を集めたが、キースバーグに直接取材したあと殺人はなかったと結論した。エリザ・ドナー・ホートンもまたキースバーグを無実と信じていた。
歳を取るにつれ、キースバーグは外に出なくなった。忌み嫌われ脅されることも多かったためである。彼はマクグラシャンに次のように語っている。「しばしば思うに全能なる者は地上のすべての男の中から特に私を選び、1人の人間がいかほどの困難、苦しみ、惨めさに耐えうるものかを見ているのだ！」。

## 後世への影響

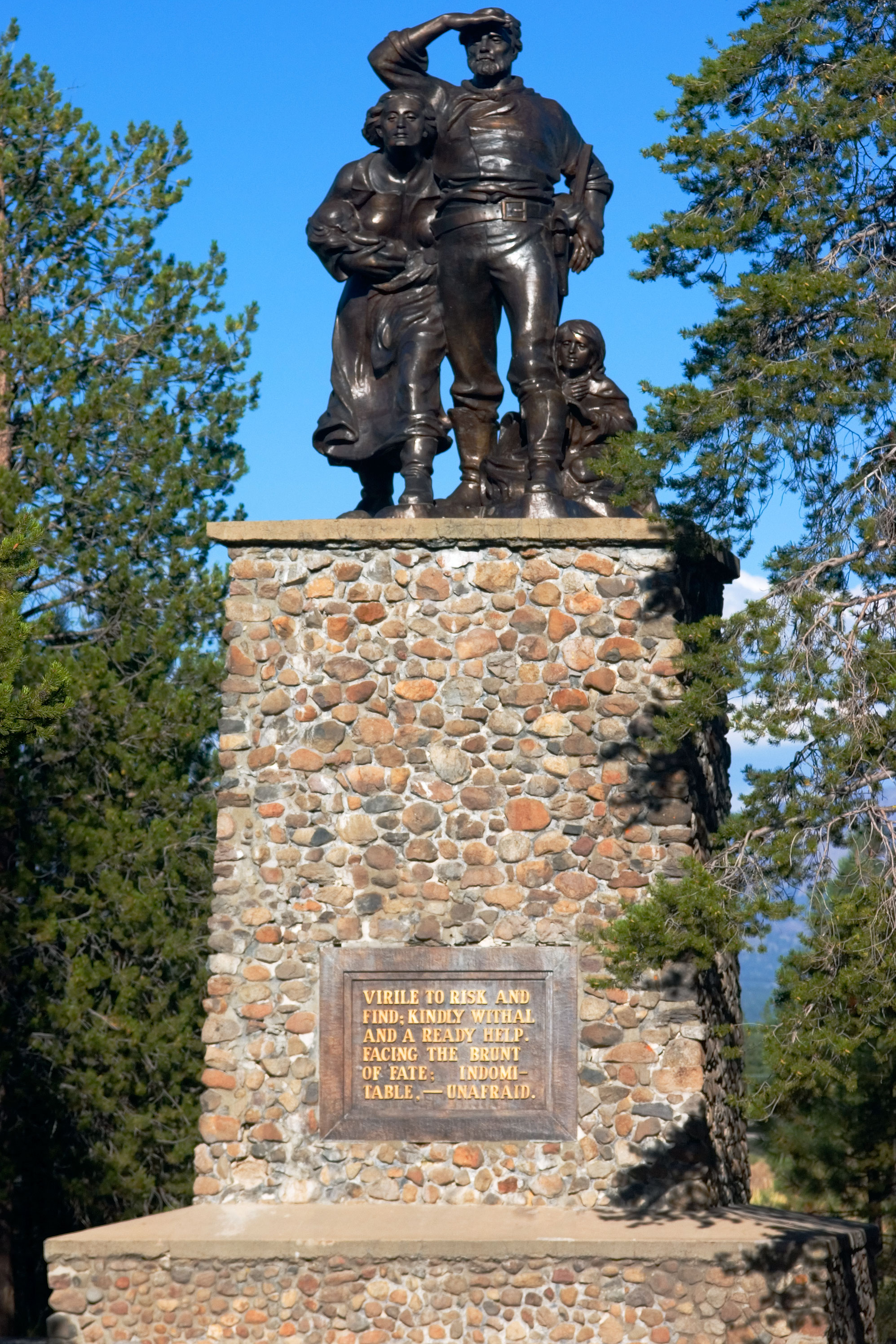
州立ドナー記念公園にある立像。台座の高さ22フィート（6.7メートル）は1846 - 1847年の冬の雪の深さを表す

ドナー隊の事件は、オレゴンとカリフォルニアへの何十万何百万もの移民に比べれば取るに足らない出来事だったが、数多の歴史書や創作、劇、詩や映画の題材となった。ドナー隊に関心が寄せられるのは、スチュワートによれば、信頼できる記録が残っているからこそで、事実として「人肉食、これは全体の中では実は些末な部分なのかも知れないが、世間がドナー隊と聞いて思い浮かべる主たる事実になった。強い禁忌とは常にまた蠱惑するものでもあるからだ」。1996年の著作の中で、ジョンソンはこの事件の特徴を、特殊な個人ではなく家族や普通の人々に起きたということと、「繁栄や健康にカリフォルニアの肥沃な渓谷での新生活を望んだことが、逆に人々をカリフォルニアの門前で悲惨と飢餓と死に追いやったという恐るべき皮肉」にあるとしている。
小屋の周辺は1854年には早くも観光名所となっていた。1880年代、チャールズ・マクグラシャンはドナー隊事件の記念碑を建てる運動を始めた。彼は記念碑を建てる土地の確保を支援し、1918年6月、開拓民一家の立像がブリーン＝キースバーグ両家の小屋があったとされる位置に設置され、ドナー隊に捧げられた。これは1934年にカリフォルニアの史蹟として認定された。
1927年、カリフォルニア州は州立ドナー記念公園を設立。これは元は記念碑を取り巻く11エーカー（0.045平方キロメートル）の土地からなっていた。20年後、マーフィー家の小屋周辺も購入されて公園に加わる。1962年にはカリフォルニアへの移民の歴史を展示する移民街道博物館（Emigrant Trail Museum）が加わった。1963年、マーフィー家の小屋とドナー隊記念碑がアメリカ合衆国国定歴史建造物に認定された。マーフィー家の小屋で暖炉の裏側に使われていた大きな岩には青銅の銘板が取りつけられ、ドナー隊の死者と生存者の名を伝えている。カリフォルニア州はこの地を史蹟とする理由を、ドナー隊事件が「アメリカ史上で類のない悲劇的事件であり、以来有名な民族的史話になった」ためであるとしている。2003年現在、同公園には年間推定20万人の観光客が訪れている。

### 死者
大半の歴史家はドナー隊を87名としている（ただしスティーブン・マッカーディーは『Western Journal of Medicine』誌上でサラ・キース（マーグレット・リードの母）、ルイス、サルバドールも加えて90名とした）。5人はトラッキー湖に着く前に死んでいる。1人は結核（ハロラン）、3人は外傷（スナイダー、ウォルフィンガー、パイク）、1人は遺棄（ハードクープ）である。さらに34人（男性25人、女性9人）が1846年12月 - 1847年4月に死んだ。
何人かの歴史家や識者は、死亡数を研究して栄養不足になった個人の生死を分ける要因を特定しようとしてきた。かんじき隊の15人では男性10人中8人（スタントン、ドラン、グレイブス、マーフィー、アントニオ、フォスディック、ルイス、サルバドール）が死んだのに対し、女性は5人全員が生き延びた。ワシントン大学のある教授はドナー隊の事件は「人口学な要因に左右された自然選択の事例研究」だと述べた。
トラッキー湖、アルダー川、およびかんじき隊を見舞った死は、おそらく長期にわたる栄養不良、過労、および寒気への露出が複合して起きた。何人かはジョージ・ドナーのように飢餓で感染症への抵抗力が落ちていた。しかし、生死を分けた3大要素は年齢、性別、および同行した家族の規模である。生存者は死者よりも平均7.5歳若かった。6歳から14歳の子どもは、6歳未満の乳幼児（旅路で生まれたキースバーグの子を含め62.5パーセントが死亡）や35歳超の大人よりもはるかに生存率が高かった。49歳超の成人で生き延びた者はいない。20歳から39歳の男性の死亡率は「きわめて高く」66パーセントを超えていた。男性は蛋白質の代謝が早く、女性は男性ほど必要カロリー摂取量が高くない。女性はまた体脂肪をより多くつけることができ、飢餓と過重労働による体力低下を遅らせられる。男性はまたより危険な仕事を引き受ける傾向にあり、本事例で言えばトラッキー湖に着く以前に藪を払い重労働をこなすことが求められていて、それが体力低下に輪をかけていた。家族と同行する者は独身男性より生存率が高かったが、これは多分家族同士の方が容易に食料を分け合えたからである。

### カニバリズムを巡って

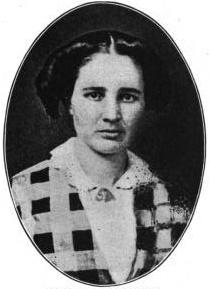
後年のエリザ・ドナー

何人かの生存者は人肉食があったという説に反駁しているが、チャールズ・マクグラシャンは多数の生存者と40年間にわたって文通し、それが実際にあったとする回想を数多く記録している。関与を恥じて語りたがらない者もいたが、そのほかの者は最後は率直に語るようになった。マクグラシャンは1879年の著書『History of the Donner Party』では一部の陰鬱な情景をあえて省いた。たとえば死に際の子どもや幼児の苦しみや、ジョージア・ドナーによればマーフィー夫人が最後の子どもたちを第3次救助隊に連れていかれた際に絶望し、寝台に横たわって壁を向いていたことなどである。彼はまたアルダー河畔で起きた人肉食について一切書かなかった。マクグラシャンの本が出版された同じ年に、ジョージア・ドナーは彼に一部を明確化する手紙を送った。それによればアルダー河畔の両方のテントで人肉が調理されたが、彼女の記憶では（1846 - 1847年の冬に彼女は4歳だった）幼い子どもにだけ与えられた。「父は泣いていてその間中私たちを見ようとせず、私たち子どもは自分たちには何もできないと感じていた。ほかには何もなかったから」と述べている。彼女はまたある朝エリザベス・ドナー（ジェイコブの妻）がサミュエル・シューメイカー（25歳の御者）の腕を料理したと言ったのを覚えていた。エリザ・ドナー・ホートンは1911年に事件の記録を纏めているが、アルダー河畔での人肉食に言及していない。
アルダー河畔の野営地跡に関する考古学的な調査では、人肉食の有無について決定的な証拠は得られなかった。かまどで見つかった骨はいずれも人骨とは同定できなかった。ラリックによれば、料理に使われた骨だけが保存されたはずだが、そもそもドナー隊が人骨を料理に使う必要があったとは思えない。
エリザ・ファーナムが1856年にまとめたドナー隊の記録は、おもにマーガレット・ブリーンへの対面取材に基づいている。彼女の本ではジェイムス・リードと第2次救助隊がグレイブス家とブリーン家を雪穴の中に置き去りにしたあとのことが詳述されている。ファーナムによれば、アイザック・ドナー、フランクリン・グレイブス,Jr.、エリザベス・グレイブスの3人を食べようと提案したのは当時7歳のメアリ・ドナーだった。なぜならドナー家はアルダー河畔で既に死者を食べており、食べられた中にはメアリの父ジェイコブ・ドナーも含まれていたからである。マーガレット・ブリーンは彼女の一家は誰も死者を食べていないと主張しているが、クリスティン・ジョンソン、イーサン・ラリック、ジョセフ・キング（彼はブリーン家に同情的だった）らはこれを疑問視している。ブリーン家はすでに9日間絶食していたため、人肉に手を出さずに生き延びられたかどうか疑わしいからである。キングはファーナムがこの話をマーガレット・ブリーンとは無関係に書いたのではないかと指摘している。

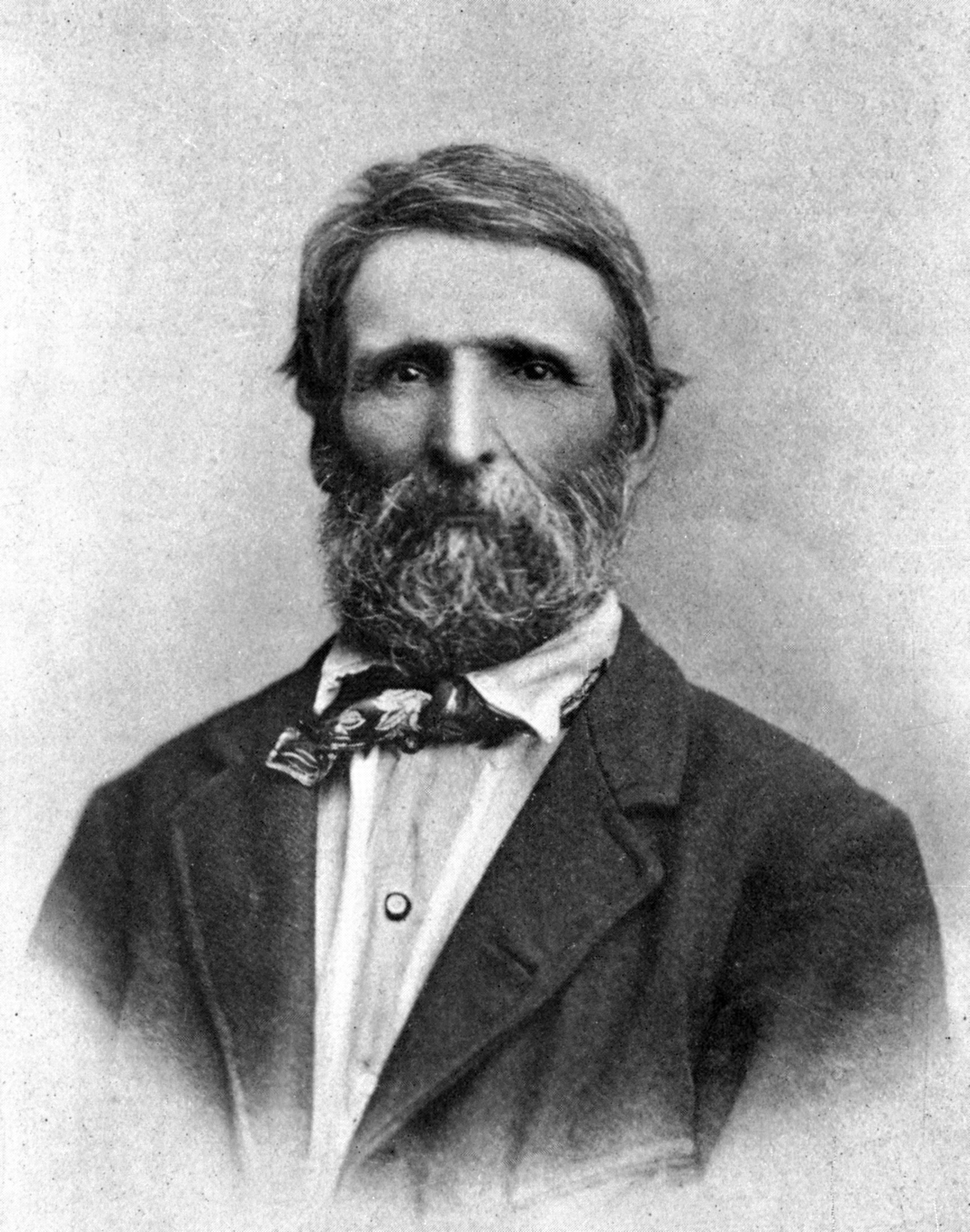
成人後のジャン・バチスト・トルドー。アルダー河畔での人肉食について相反する証言を残した

H.A.ワイズが1847年に出版した資料によれば、ジャン・バチスト・トルドーは自らの英雄的行為を吹聴しつつ、ジェイコブ・ドナーを食べた体験をどぎつく描写し、赤ん坊を生で食べたとも語った。しかし後年トルドーがエリザ・ドナー・ホートンに会った際には、自分は誰も食べていないと言い、1891年に60歳でセントルイスの新聞に取材された際もそう繰り返した。かつての状況と、トルドーが最後にタムセン・ドナーを1人にした事実にもかかわらず、ホートンをはじめドナー家の子どもたちとトルドーは仲がよかった。作家のジョージ・スチュワートは、トルドーがワイズに語った内容と1884年にホートンに語った内容とでは前者の方が正確だと考えており、トルドーがドナー家を見捨てたと指摘している。一方、クリスティン・ジョンソンは、トルドーがワイズに話した内容を「若者にありがちな、注目を浴びて大人に一泡吹かせたいという心理」の顕れだとしており、年を取ってからは心境が変わってホートンを困らせないよう配慮したのだと述べている。歴史家のジョセフ・キングとジャック・スティードは、トルドーがドナー家を遺棄したとするスチュワートの見解を「潔癖主義にもほどがある」と批判している。なぜならドナー隊の参加者は全員が厳しい選択を強いられていたからである。イーサン・ラリックもこれに同調して次のように書いている。「（前略）輝かしい英雄的行為だのおぞましい悪業だのと言うより、ドナー隊は、英雄的でも悪人的でもない過酷な選択を重ねていく話なのだ」。